# Гайдар, Егор Тимурович
Его́р Тиму́рович Гайда́р (19 марта 1956, Москва, СССР — 16 декабря 2009, Успенское, Одинцовский район, Московская область, Россия) — российский либеральный реформатор, государственный и политический деятель, экономист. Доктор экономических наук.
Один из основных руководителей и идеологов экономических реформ начала 1990-х годов в России. В 1991—1994 годах занимал ответственные посты в правительстве России, в том числе в течение полугода (июнь—декабрь 1992 года) был исполняющим обязанности председателя правительства. Принимал участие в подготовке Беловежского соглашения. Под руководством Гайдара начался переход от плановой к рыночной экономике, были проведены либерализация цен, реорганизация налоговой системы, либерализация внешней торговли, начата приватизация.
Один из ключевых участников событий со стороны правительства во время конституционного кризиса и прекращения деятельности Съезда народных депутатов и Верховного Совета России в 1993 году. Организатор антивоенных митингов во время Первой чеченской войны. Основатель и один из руководителей партий «Демократический выбор России» и «Союз правых сил». Руководитель фракции «Выбор России» в Государственной Думе первого созыва (1993—1995) и депутат от фракции СПС Думы третьего созыва (1999—2003). Вице-президент Международного демократического союза (2001—2004). Принимал участие в разработке Налогового кодекса, Бюджетного кодекса, законодательства о Стабилизационном фонде.
Основатель и директор Института экономической политики. Автор многочисленных публикаций по экономике, нескольких монографий, посвящённых экономической истории России и анализу процессов перехода от плановой экономики к рыночной.
Отношение к Гайдару и его реформам противоречиво. Сторонники Гайдара считают, что его реформы в 1992 году предотвратили массовый голод и гражданскую войну, создали основы для будущего роста экономики. Оппоненты Гайдара обвиняют его в различных отрицательных последствиях реформ от падения уровня жизни до сознательного разрушения экономики. Существуют также промежуточные точки зрения, усматривающие в его деятельности как положительные, так и отрицательные стороны. Память Гайдара увековечена указом президента России.
Владел английским, испанским и сербо-хорватским языками.

## Родители и детство
Егор Тимурович Гайдар родился 19 марта 1956 года в Москве. Отец, Тимур Аркадьевич Гайдар (1926—1999) — сотрудник военного отдела, с 1972 года заведующий военным отделом газеты «Правда», её собственный корреспондент на Кубе, в Югославии и в Афганистане, за время службы в газете был неоднократно повышен в звании вплоть до звания контр-адмирала, сын известного советского писателя Аркадия Петровича Гайдара от его второй жены Лии (Рахили) Лазаревны Соломянской. Мать — Ариадна Павловна Бажова (1925—2024) — доктор исторических наук, дочь писателя Павла Петровича Бажова и Валентины Александровны Иваницкой. Таким образом, Егор Гайдар был внуком двух известных советских писателей, а его прабабка (мать Аркадия Гайдара) происходит из костромского дворянского рода Сальковых.
В детстве Гайдар жил с родителями на Кубе (с 1962, во время Карибского кризиса, до осени 1964 года), где его отец, Тимур Гайдар, работал корреспондентом газеты «Правда». В это время в гостях у семьи бывали Рауль Кастро и Эрнесто Че Гевара. С 1966 года Егор Гайдар часть времени проводил с родителями в Югославии, где впервые начал интересоваться экономическими проблемами реформ и читать экономическую литературу, недоступную в СССР. Там же активно занимался шахматами, выступал в юношеских соревнованиях.
Как рассказывал Гайдар, в семье было не принято проявлять страх. Показывать, что чего-то боишься, являлось самым худшим проступком. Его родители принадлежали к среде интеллигентов-шестидесятников, исповедовавших демократические взгляды. Как рассказывала мать будущего экономиста, в 13 лет, на свой день рождения, он попросил отца разрешить ему читать литературу, стоявшую  «во втором ряду», то есть запрещённый в стране самиздат.

## Образование. Становление мировоззрения
На формирование мировоззрения большое влияние оказали книги братьев Стругацких. В частности, под влиянием повести «Обитаемый остров» ещё в детстве проснулся первый интерес к экономике. Другим стимулом к изучению общественных наук стало впечатление от ввода советских войск в Чехословакию в 1968 году. Стараясь разобраться в происходящем, Гайдар обратился к сочинениям классиков марксизма — Маркса, Энгельса и Плеханова. Изучение марксистской теории привело Гайдара к мысли, что в СССР бюрократия стала новым классом, корни могущества которого — «в присвоении государственной собственности». А это, в соответствии с марксизмом, противоречит потребностям развития производительных сил страны и должно быть исправлено переходом к «рыночному социализму» с рабочим самоуправлением и конкуренцией между предприятиями.
Первые сомнения в правильности экономической части марксизма появились у Гайдара, по его словам, после прочтения сочинений Адама Смита и учебника экономики Пола Самуэльсона, по сравнению с которым теории Маркса выглядели «архаично». Знакомство с этими книгами также произошло ещё в школьные годы. Позднее, во время учёбы в Московском университете, начинается чтение оригинальных сочинений других классиков экономики — от Рикардо до Фридмана. Под влиянием этих книг привычное экономическое мировоззрение марксизма рушится, становится ясно, что социализм, даже рыночный, не может быть по-настоящему эффективным. Однако для Гайдара остаётся убедительным данное в работах Маркса объяснение логики социально-исторического процесса.
В 1973 году окончил среднюю школу № 152 с золотой медалью, после чего поступил на экономический факультет МГУ. Интерес Гайдара к конкретным деталям функционирования плановой экономики определил университетскую специализацию по кафедре «экономики промышленности». В 1978 году окончил университет с красным дипломом и поступил в аспирантуру. В 1980 году под научным руководством В. И. Кошкина защитил кандидатскую диссертацию по теме «Оценочные показатели в механизме хозяйственного расчёта производственных объединений (предприятий)».

## Карьера в 1980—1991 годах

### Наука и журналистика
В 1980 году вступил в КПСС и оставался её членом до августовского путча ГКЧП в 1991 году. В 1980 году пришёл на работу во Всесоюзный НИИ системных исследований (ВНИИСИ). Как вспоминал Гайдар, в этом институте царила относительно свободная атмосфера и можно было обсуждать темы, далеко выходившие за рамки марксистской политэкономии. Основной сферой исследований был сравнительный анализ экономических реформ стран соцлагеря. В одной лаборатории с Гайдаром работали Пётр Авен (вошедший в правительство реформаторов в 1991 году), Олег Ананьин, Вячеслав Широнин. Руководителем направления был Станислав Шаталин. В своих воспоминаниях Гайдар пишет, что ещё в период работы во ВНИИСИ пришёл к выводу, что экономика СССР находится в тяжёлом состоянии и что «не запустив рыночные механизмы, принципиальных проблем советской экономики не решить». Методом для этого является подталкивание власти в сторону постепенных рыночных реформ до того, как «социалистическая экономика войдёт в фазу саморазрушения».
В 1986 году группа экономистов, занимавшаяся проблематикой реформ под руководством Шаталина, переходит из ВНИИСИ в Институт экономики и прогнозирования научно-технического прогресса АН СССР, где Гайдар становится старшим, а затем ведущим научным сотрудником.
С 1987 по 1990 год Гайдар занимал должность редактора и заведующего отделом экономической политики в журнале ЦК КПСС «Коммунист», который стал одной из площадок для дискуссий по вопросам реформирования в СССР. Публикуется там и сам Гайдар, в том числе в 1988 году выходит его статья «Курсом оздоровления», в которой он, анализируя ход реформ, приходит к выводу о том, что «нужно всемерно „разгрузить“ экономику, освободить её от балласта, резко ограничить все виды деятельности, не приносящие адекватного социально-экономического эффекта». В том же 1988 году он публикует совместно с Отто Лацисом статью «По карману ли траты?», в которой решительно выступает за необходимость сокращения бюджетных трат для предотвращения инфляции: «Если не принять крупные меры, направленные на устранение финансовых диспропорций, неудача реформы предрешена». Проблема эмиссии необеспеченных денег, приводивших к усилению дефицита, стала также темой записки, переданной Гайдаром и Лацисом Горбачеву.
В 1990 году заведовал отделом экономики газеты «Правда». Сотрудник Института социологии РАН Наталья Шматко отмечает, что Гайдар таким образом «институционально был связан с двумя самыми важными идеологическими органами КПСС, действующими при её Центральном комитете». Ряд комментаторов отрицательно оценивали деятельность Гайдара на посту редактора журнала «Коммунист» и заведующего отдела экономики газеты «Правда» и приводили связанные с этим личные истории, свидетельствующие о цензуре. Гайдар отрицал эти утверждения и рассказывал, что «Коммунист» в то время «толком не был подвержен цензуре».
Вадим Туманов вспоминал, что Егор Гайдар и Отто Лацис, работая в «Коммунисте», помогали кооперативному движению и способствовали публикации в журнале статей, входящих в противоречие с официальной позицией. Также публикации Гайдара были посвящены неэффективному инвестированию средств, борьбе против затратных проектов, продвигавшихся топливно-энергетическими и строительными лоббистами.
В 1989 году Гайдар стал доктором экономических наук, защитив диссертацию по теме: «Экономическая политика и хозяйственная реформа. Проблемы взаимосвязи». В конце 1990 года по предложению академика Абела Аганбегяна создал и возглавил Институт экономической политики Академии народного хозяйства СССР (ныне Институт экономической политики им. Е. Т. Гайдара).

### Разработка реформ и формирование команды
В 1983 году Гайдар знакомится с Анатолием Чубайсом, который был неформальным лидером ленинградской группы экономистов из Инженерно-экономического института, проводившей экономические семинары с обсуждением возможных путей рыночного реформирования социалистической экономики. Начинаются тесные контакты между ленинградской группой и московскими экономистами, работавшими над программой реформ.
С 1984 года Гайдар и его ленинградские коллеги привлечены к подготовке документов для Комиссии Политбюро по совершенствованию управления народным хозяйством. Как утверждал Гайдар, комиссия должна была подготовить умеренную программу экономических изменений, в чём было заинтересовано молодое поколение членов Политбюро, возглавляемое Горбачёвым. При этом за образец брались венгерские экономические реформы 1968 года. В итоге предложения комиссии были отвергнуты, но, по словам Гайдара, в процессе работы над программой «сформировалась команда людей, которые понимали, что происходит в Советском Союзе, способны вместе работать, адаптировать свои предложения к тому, что происходит в стране».
В 1986 году ленинградские и московские экономисты, работавшие над проблематикой реформ, собрались на экономическом семинаре в пансионате «Змеиная горка» (Ленинградская область). На семинаре часть участников, в которую входили Гайдар и Чубайс, встречалась отдельно от основной группы, чтобы обсудить реформы в ключе рыночных преобразований. Делались доклады о разрастании финансового кризиса в СССР, реформировании банковской системы, обеспечения прав собственности.
При этом, по утверждениям Чубайса и Авена, Гайдар всегда был настроен на максимально реалистичные варианты преобразований, которые можно воплотить в жизнь в советских условиях, поэтому старался ориентироваться на опыт Югославии и Венгрии. По словам Чубайса, обсуждения радикальных капиталистических преобразований не выносились в публичную дискуссию и не публиковались, потому что это могло политически уменьшить возможности для постепенных реформ социалистической системы, кроме того, по словам С. Васильева, в то время это могло быть опасно.
Затем похожие семинары проводились в 1987 и 1988 годах, где обсуждался уже переход к рыночной экономике. На встрече в 1988 году, по утверждению Гайдара, впервые была ясно сформулирована идея неизбежного краха Советского Союза, с которой согласилось большинство присутствующих. Сам Гайдар, по его словам, полностью убедился в этом только в 1990 году, после срыва осуществления программы «500 дней».
На семинарах 1986—1988 годов окончательно сформировалась будущая команда реформаторов, в которой Гайдар стал признанным лидером. Член команды Пётр Авен характеризует Гайдара так:
По образованию, по стремлению стать лидером, по личностным качествам с самого начала лидером всей этой команды был Гайдар. Мне это было понятно с середины 1980-х. Он просто наиболее профессионально с самого начала занимался реформами. Мы разной наукой занимались, у каждого была своя наука, а кроме этого были реформы. А у Гайдара никакой науки своей, кроме этих реформ, не было. Он был полностью поглощён идеями реформ.

В июле 1990 года в городе Шопроне (Венгрия) состоялся экономический семинар, на котором присутствовали, с одной стороны, известные западные экономисты (Нордхаус, Дорнбуш и др.), а с другой — почти вся будущая команда реформ (Гайдар, Чубайс, Авен и др.). На этом семинаре обсуждалась программа радикальных реформ: шоковая терапия, либерализация цен, необходимость финансовой стабилизации, максимального сокращения расходов для предотвращения гиперинфляции. Присутствовавший на семинаре Евгений Ясин так описывал итоги дискуссии с западными специалистами: «Тогда уже уверенность в правильности намечаемого пути, который нащупывался и в наших собственных изысканиях, стала полной. Среди специалистов на этот счёт уже не было сомнений».
Г. Х. Попов отмечал: «Гайдар был убеждённым рыночником и искренне хотел, чтобы заработали законы рынка».
По его же свидетельству: «Гайдара я принимал в университет, он учился на факультете, где я был деканом. И я хорошо знаю, как формировалась его идеология. Он учился на отделении зарубежной экономики и специализировался по Чили. Мы освобождали время в учебной программе для зарубежников для изучения ими языка страны. И сокращали курсы по политэкономии, по истории экономических учений. В итоге те, кто изучал Швецию, знал „шведскую модель“, а те, кто Чили, — шоковую модель Пиночета. Потом западные специалисты рекомендовали „шок“ и для выхода из социализма.
Отсюда его приверженность монетаристской концепции и идее „шокового“ перехода к рынку, который осуществит „силовик“. В советское время Гайдар работал в структурах КПСС, постоянно выступая с идеями реформ и преобразований, и долго верил, что „шоковую терапию“ может осуществить здоровое крыло в КПСС. Это был человек последовательный во всём, и не случайно сам он вышел из партии только после путча, когда окончательно понял, что это здоровое, горбачёвское крыло не способно возглавить преобразования. И тогда его озарило действительно по-своему гениальное решение: заменить силу популярностью Ельцина».

## Работа в правительстве России
Назначению Гайдара в правительство предшествовало его знакомство, через Алексея Головкова, с государственным секретарём РСФСР Геннадием Бурбулисом во время защиты Белого дома в ночь с 20 на 21 августа 1991 года. Впоследствии Бурбулис убеждает президента Ельцина поручить команде Гайдара разработку программы реформ.
В конце августа Гайдар одним из первых поддержал идею перехода союзной собственности под контроль российских властей. Он видел в этом единственный способ сохранить Союз. Позже Гайдар так описал свой сценарий сохранения империи: «Горбачев немедленно отрекается от своего поста, передает его Ельцину как президенту крупнейшей республики Союза. Ельцин легитимно подчиняет себе союзные структуры и, обладая безусловным в ту пору авторитетом общенародного лидера России, обеспечивает слияние двух центров власти». План Гайдара не был реализован. В этом он винил нерешительность правительства РСФСР.
В сентябре группа Гайдара начинает работу над проектом реформ на 15-й даче в Архангельском. В октябре Ельцин встречается с Гайдаром и решает формировать правительство реформаторов на основе его команды. Гайдар должен был руководить работой кабинета и непосредственно отвечать за весь финансово-экономический блок.
Старт реформ был положен на втором этапе V Съезда народных депутатов РСФСР, который начался 28 октября 1991 года. На съезде президент Борис Ельцин выступил с программной речью. Основные положения выступления Ельцина, касающиеся экономической реформы, были подготовлены Гайдаром. Съезд принимает постановление, в котором одобряет изложенные Ельциным основные принципы экономической реформы (в числе которых было и разовое размораживание цен), а также утверждает Ельцина исполняющим обязанности Председателя Правительства РСФСР.

### На высоких постах
- С 6 ноября 1991 года[45] по 2 марта 1992 года — заместитель Председателя Правительства РСФСР по вопросам экономической политики.
- С 11 ноября 1991 года[46] по 19 февраля 1992 года[47] — министр экономики и финансов РСФСР.
- С 19 февраля[47] по 2 апреля 1992 года[48] — министр финансов Российской Федерации.
- Со 2 марта[49] по 15 декабря 1992 года[50] — первый заместитель Председателя Правительства Российской Федерации.
- С 15 июня[51] по 15 декабря 1992[50] — исполняющий обязанности Председателя Правительства Российской Федерации.

6 ноября 1991 года Егор Гайдар назначается заместителем председателя правительства РСФСР по вопросам экономической политики. Программу будущих реформ и своё видение текущей ситуации Гайдар изложил на первом заседании нового правительства. Ключевым шагом этой программы была назначенная на 2 января 1992 года либерализация цен. В дальнейшем под руководством правительства Гайдара была введена свобода внешней и внутренней торговли, началась приватизация, аграрная реформа и реструктуризация ТЭКа. В декабре 1991 года Гайдар участвует в переговорах в Беловежской пуще, готовит окончательный текст Соглашения о создании Содружества Независимых Государств, одним из ключевых положений которого был вывод из республик советского ядерного оружия.
На одном из первых заседаний нового правительства по предложению Гайдара члены правительства отказались от привилегий и приняли на себя обязательства не допускать конфликта интересов в своей работе, в частности не заниматься никакой коммерческой деятельностью, не участвовать в приватизации, не улучшать жилищные условия за счёт государства, предоставить декларацию о доходах.
Вскоре после начала реформ правительство Ельцина–Гайдара столкнулось с критикой оппозиции, которая была широко представлена в Верховном Совете России. Уже 13 января 1992 года спикер Верховного Совета Руслан Хасбулатов заявил, что Верховному совету следует «или предложить президенту сменить практически недееспособное правительство России, или, в соответствии с конституционным правом, самому сменить это правительство».
6 апреля 1992 года открылся VI Съезд народных депутатов России, на котором произошло первое прямое столкновение парламента с правительством. 11 апреля 1992 года Съезд принимает постановление «О ходе экономической реформы в Российской Федерации», в котором говорится об усугублении кризиса в экономике, спаде производства, падении уровня жизни. В первой редакции постановления требовалась немедленная отставка правительства. В ответ Гайдар идёт на обострение и 13 апреля от имени правительства делает заявление об отставке. В итоге Съезд соглашается на уступки, правительству дают время для продолжения реформы, подтверждается курс на переход к рыночной экономике. По согласованию с Хасбулатовым Ельцин делает перестановки в правительстве, заменяя часть команды реформаторов на представителей советской промышленности. Вместо раздражавшего депутатов Геннадия Бурбулиса вице-премьером правительства становится сам Гайдар. В то же время команда Гайдара начинает ощущать снижение поддержки президента и наступающую политическую изоляцию. В дальнейшем Верховный совет принимает постановления, увеличивающие бюджетные расходы, что подрывает усилия правительства по бюджетной стабилизации и борьбе с инфляцией.

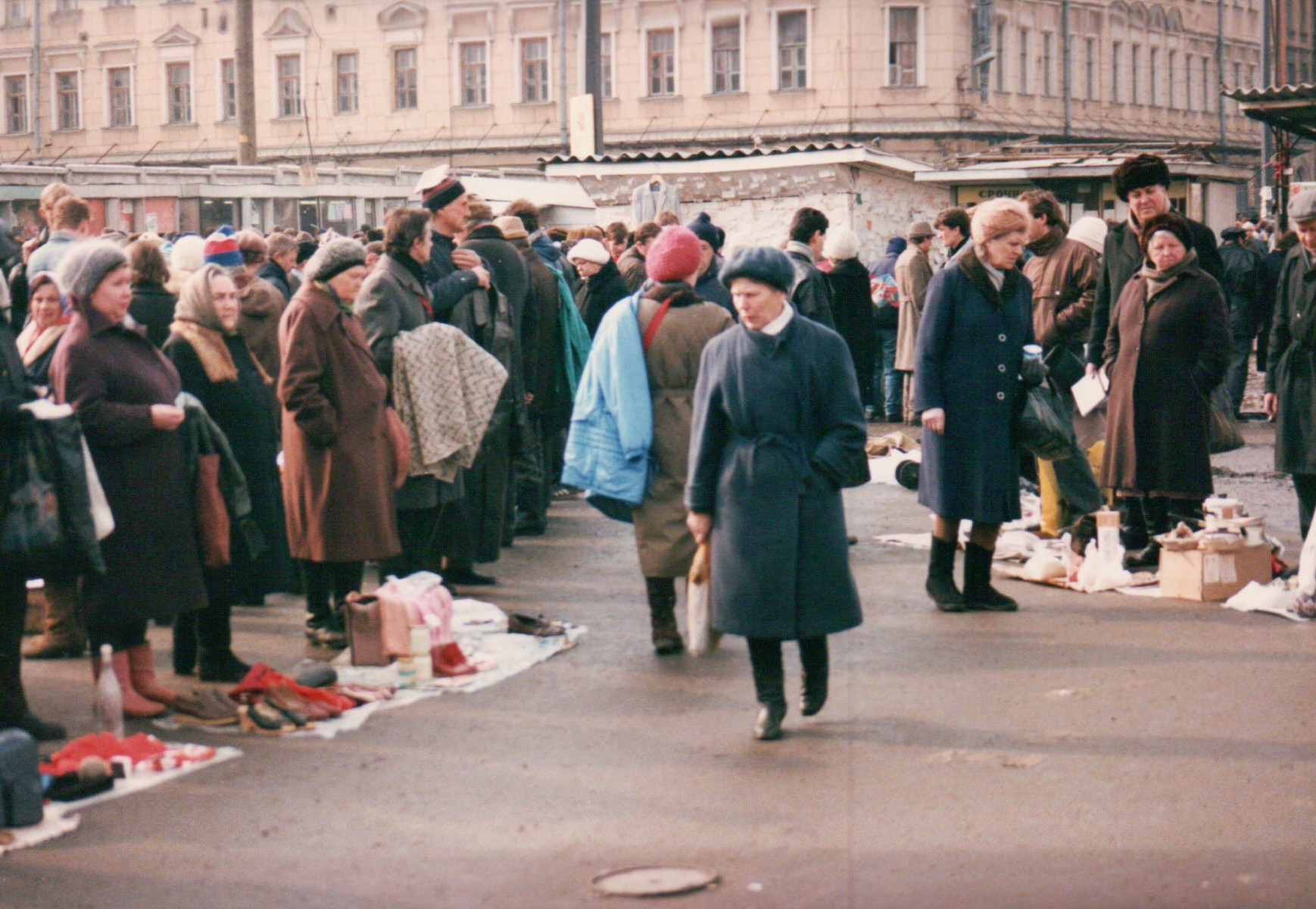
Уличный рынок в Ростове-на Дону, 1992 год

В 1992 году по распоряжению президента России правительство заключило контракт с частной американской детективной компанией «Кролл» (по воспоминаниям Гайдара это произошло после письма двух высокопоставленных сотрудников разведки Б. Ельцину), которой поручался поиск информации о счетах и зарубежных фондах, подконтрольных КПСС (поиск т. н. «золота партии»), а также зарубежных активов, «принадлежащих русским и бывшим советским государственным предприятиям и физическим лицам, с целью установления соответствия этих фондов и активов российским законам по валютному регулированию и контролю». Согласно воспоминаниям Гайдара, сумма контракта составила 900 тысяч долларов. Эффективность работы «Кролла» оказалась мала, так как «Министерство безопасности крайне неохотно шло на сотрудничество». По этой причине работа с компанией «Кролл» была прекращена после исполнения краткосрочного трёхмесячного контракта. По данным «Новой газеты» оплата компании «Кролл» составила 1,5 млн долларов, при этом детективное агентство предоставило правительству отчёт о проделанной работе, найти который не удалось.
В ходе работы в правительстве Гайдару приходилось принимать участие в разрешении межнациональных конфликтов. В своих воспоминаниях он рассказывает, что решал вопрос с переброской подкрепления внутренним войскам в Кабардино-Балкарии, где летом 1992 года произошло обострение ситуации; занимался усилением российской 201-й дивизии в Таджикистане во время начала там гражданской войны. Во время Осетино-ингушского конфликта Гайдар координирует действия силовиков, посещает Назрань и Владикавказ, где ведёт переговоры с местными лидерами. В частности, он подписывает соглашение с представителями Чечни об отводе федеральных войск от границ республики.

### Взаимоотношения с Чеченской республикой
В книге бывшего начальника информационно-аналитического отдела Генштаба Виктора Баранца Гайдару ставятся в вину промахи «в решении проблем контроля за оружием в Чечне», что впоследствии привело к попаданию оружия к Дудаеву. Сам Гайдар отвергал эти обвинения, обращая внимание на то, что вопросы контроля за оружием входили в компетенцию министра обороны, который подчинялся напрямую президенту и приказы Гайдара выполнять не мог. «Я не имел никаких полномочий, прав, обязанностей и возможностей давать указания о том, что делать с вооружением, — приводит Баранец слова Гайдара, — Правительство не имело никакого административного отношения к этому достаточно закрытому вопросу, который никогда не выносился на правительство и не обсуждался…». Однако автор книги находит утверждения о том, что председатель правительства «даже „не имел возможностей“ давать руководителю оборонного ведомства необходимые указания по оружию» неубедительным, хотя признаёт, что «непосредственный контроль за армейским оружием в Чечне напрямую относился к компетенции наших силовиков». Депутат Госдумы от фракции КПРФ Николай Харитонов утверждал, что после поездки в Чечню для урегулирования сложившейся там ситуации Шахрай, Полторанин и Гайдар «по сути оставили в республике громадный склад оружия». Аналогичные обвинения были признаны не соответствующими действительности в суде по иску Егора Гайдара к лидеру КПРФ Геннадию Зюганову.
Политик Дмитрий Рогозин обвинял Гайдара в том, что продолжение поставок нефти в Чечню в 1992 году принесло правительству Дудаева средства, потраченные в том числе на приобретение оружия. В то же время объём поставок нефти для грозненского НПЗ в 1992 году значительно упал — с 11 077 тыс. т в 1991 году до 6433 тыс. т в 1992 году. По мнению авторов изданной правозащитным центром «Мемориал» книги «Россия — Чечня: цепь ошибок и преступлений», «причины такого падения лежали не столько в сфере экономики, сколько политики». Сами поставки, сокращаясь, продолжались вплоть до 1994 года. Объясняя на парламентской комиссии Станислава Говорухина, почему нельзя было сразу полностью прекратить транспортировку нефти в Чечню, Егор Гайдар говорил: «Грозненский нефтеперерабатывающий завод — это крупнейшее нефтеперерабатывающее предприятие России, снабжавшее значительную часть Северного Кавказа, Ставрополья, Краснодарского края и так далее. В этой связи разом перекрыть нефтяной кран означало, по меньшей мере, оставить их без топлива к посевной, что сильно бы наказало не только Чечню, но и Россию тоже».
В декабре 1994 года Гайдар, уже будучи вне состава правительства, выступил как категорический противник начала силовой операции в Чечне.

### Отставка
1 декабря 1992 года открылся VII Съезд народных депутатов. 2 декабря на нём Егор Гайдар в качестве и. о. Председателя Правительства Российской Федерации выступает с докладом о ходе экономической реформы. Обращаясь к Съезду, он подводит основные итоги работы правительства:

Вы помните тональность дискуссий осенью прошлого года и здесь, и в прессе, в нашей и в зарубежной. Ведь обсуждался вопрос не о том, насколько сократится в 1992 году производство танков, минеральных удобрений или даже хлопчатобумажных тканей. Речь шла об угрозе массового голода, холода, паралича транспортных систем, развала государства и общества.

Ничего этого не случилось. Угроза голода и холода не стоит. Мы прошли этот тяжелейший период адаптации к реформам без крупных социальных катаклизмов.

Основной неудачей своего правительства Гайдар называет так и не проведённую финансовую стабилизацию, сохраняющуюся высокой инфляцию. Также он отмечает просчёты в разрешении кризиса неплатежей и реформе внешнеэкономического регулирования. Основной задачей момента в выступлении называется резкое снижение инфляции, которое невозможно в случае планируемого Съездом очередного повышения расходов.
9 декабря 1992 года Президент Б. Ельцин выдвинул кандидатуру Е. Гайдара на пост председателя Совета Министров, который был вакантен после отставки Ивана Силаева в сентябре 1991 года. Незадолго до этого президент предложил, а Съезд поддержал законопроект, согласно которому назначение министров обороны, внутренних и иностранных дел должно происходить с согласия Верховного совета. По утверждению Гайдара, это было сделано в рамках договорённости с оппозицией, которая в ответ обещала поддержать кандидатуру Гайдара на пост премьера. Тем не менее 9 декабря за Гайдара проголосовало 467 депутатов при требуемом для утверждения кандидатуры 521 голосе. Против Гайдара проголосовали 486 депутатов.
10 декабря Ельцин выступил с речью, резко критикующей Съезд. В ней он обещал, что Гайдар останется и. о. премьер-министра, и предложил принять решение о проведении референдума о доверии Съезду и Президенту. После выступления начались переговоры с представителями Съезда. Их итогом стало утверждение съездом компромиссного постановления, согласно которому на начало 1993 года был намечен референдум по новой Конституции России, а Президент внесёт на рассмотрение Съезда несколько кандидатур на пост премьер-министра для рейтингового голосования и предложит для окончательного решения одного из трёх кандидатов, набравших наибольшее число голосов.
14 декабря 1992 года Б. Ельцин внёс пять кандидатур на пост председателя Совета Министров. Согласно рейтинговому голосованию, Е. Гайдар оказался на третьем месте с 400 голосами «за». Первыми шли Юрий Скоков с 637 голосами и Виктор Черномырдин с 621 голосом. Для окончательного решения Ельцин внёс единственную кандидатуру В. С. Черномырдина, которого и поддержал Съезд. После утверждения кандидатуры Черномырдина Гайдар был отправлен в отставку со всех постов в правительстве.
По утверждению Гайдара, его отставка была частью компромисса ради проведения референдума по новой конституции страны. Это соглашение не было выполнено, несмотря на уход Гайдара, что и заложило основы кризиса в октябре 1993 года.
C декабря 1992 по сентябрь 1993 Егор Гайдар — директор Института экономических проблем переходного периода и консультант Президента Российской Федерации по вопросам экономической политики.

## Второе назначение в правительство и конституционный кризис
- С 18 сентября 1993 года[81] — первый заместитель Председателя Совета Министров — Правительства Российской Федерации[82]. С 25 декабря 1993 года[83] по 20 января 1994 года[84] — первый заместитель председателя Правительства Российской Федерации.
- С 22 сентября 1993 года[85] по 20 января 1994 года[84] — исполняющий обязанности министра экономики Российской Федерации.

Отказ Съезда народных депутатов утвердить Гайдара в должности главы Совета Министров в декабре 1992 года стал одной из причин начала политического кризиса, который продолжался до конца 1993 года. Позже Гайдар так описывал политическую ситуацию в начале сентября:
Всё говорит за то, что конституционные ресурсы исчерпаны. У народа на референдуме спросили, однозначный ответ получили, и теперь, вопреки его мнению, коалиция коммунистов, националистов и просто проходимцев требует убрать Президента, которого ещё совсем недавно убедительно поддержала Россия.
На предложение президента, а затем и премьер-министра, вернуться в правительство в качестве первого заместителя председателя Совета Министров, Гайдар ответил согласием, и 16 сентября 1993 года было объявлено о его назначении, а 18 сентября вышел соответствующий указ.

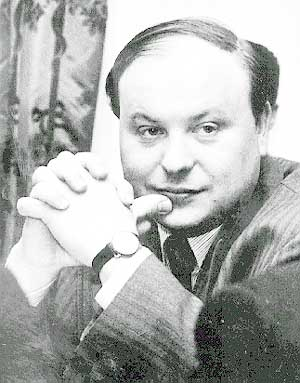
Егор Гайдар в 90-е годы

21 сентября вышел Указ Президента России № 1400 «О поэтапной конституционной реформе в Российской Федерации», который привёл к силовому разгону Съезда народных депутатов и Верховного совета, окончанию «двоевластия» и ликвидации системы Советов.
После того как Верховный совет и Съезд народных депутатов отказались подчиниться указу о своём роспуске, здание Верховного Совета было оцеплено и блокировано войсками и милицией. Гайдар был одним из инициаторов установления блокады здания парламента, отключения в нём всех систем жизнеобеспечения и связи, недопущения выхода представителей Верховного совета в телевизионный эфир. 3 октября сторонники Верховного Совета взяли под контроль соседнее с Домом Советов здание мэрии Москвы, и попытались проникнуть в одно из зданий телецентра Останкино, где началась перестрелка с охранявшим здание спецназом «Витязь». Сложившуюся к тому моменту ситуацию Гайдар позже оценивал так:
20 часов. Штурм «Останкино» продолжается, боевики оппозиции захватывают новые объекты. Силы МВД деморализованы, армейские части на помощь не подходят. Оппозиции почти удалось убедить население в масштабности своего движения и в изоляции Президента. Всё это дезорганизует тех, кто готов прийти на помощь.
В этой ситуации Гайдар принимает решение обратиться к москвичам за поддержкой. В 22:00 он выступает по телевидению. Заявляя, «что в этот час недостаточно полагаться только на силы милиции и службы безопасности» и что «противоположная сторона — бандиты, применяют гранатомёты, тяжёлые пулемёты», он призывает «москвичей, всех россиян, которым дороги демократия и свобода», собраться у здания Моссовета.
После телеобращения около находившегося под контролем Министерства безопасности России здания Моссовета собрались тысячи сторонников Ельцина. Началось строительство баррикад на Тверской и прилегающих улицах, которые уже к полуночи достигали в высоту около трёх метров. К утру Тверскую улицу от Моссовета до Пушкинской площади перегораживало уже три баррикады в 3 метра каждая. Из собравшихся у Моссовета формировались отряды самообороны. Эти отряды использовались для охраны объектов, таких как радиостанция «Эхо Москвы», они очистили от сторонников осаждённого Белого дома расположенный неподалёку райсовет Свердловского района. От Моссовета собравшиеся разошлись утром, когда стало известно, что инициатива перешла к Ельцину, начался штурм Белого дома.
В июне 1993 Егор Гайдар стал председателем исполкома предвыборного блока «Выбор России», который объединил сторонников продолжения в России рыночных экономических реформ. В числе участников «Выбора России» было крупнейшее демократическое движение «Демократическая Россия». В декабре 1993 года возглавил список кандидатов «Выбора России» на выборах в Государственную Думу. Предвыборные плакаты с изображением Гайдара сопровождались лозунгом: «Говорят все… Делает он». Блок получил 15,5 % голосов и занял второе место после «ЛДПР». Однако с учётом депутатов-одномандатников, фракция Выбора России в Думе была крупнейшей.
На посту министра экономики Гайдар продолжает проводить курс на сокращение инфляции, ужесточает бюджетную и денежную политику. Однако, как он позже напишет в воспоминаниях, быстро стало ясно, что «в изменившемся составе правительства мои возможности эффективно проводить такую политику весьма ограниченны». После думских выборов Гайдар предложил начать «ускорение реформ», но не получил в этом поддержки президента. В первых числах января 1994 года председатель правительства В. Черномырдин объявил о своих экономических решениях, связанных с новым увеличением бюджетных расходов и риском инфляции. При этом Гайдар, как утверждается в книге Б. Минаева, даже не был поставлен об этом в известность. Вскоре Гайдар подал прошение об отставке, написав 13 января 1994 Б. Ельцину письмо, в котором указывал на невозможность своего нахождения в действующем правительстве: «Я не могу быть одновременно и в Правительстве, и в оппозиции к нему — Я не могу отвечать за реформы, не имея возможности предотвращать действия, подобные тем, о которых здесь было сказано, не обладая необходимыми рычагами для последовательного проведения экономической политики, в правильности которой убеждён». «По состоянию на январь 1994 года, мои возможности влиять на процесс принятия принципиальных экономико-политических решений были практически нулевыми», — объяснял он причины своего решения. 20 января 1994 года Егор Гайдар ушёл в отставку с должности Первого заместителя Председателя правительства.

## После ухода из правительства

### 1994—1998
- С декабря 1993 года по декабрь 1995 года — депутат Государственной думы, с января 1994 года — председатель депутатской фракции «Выбор России»[20].
- В 1994—2001 годах — председатель партии «Демократический выбор России»[20].

Подводя итоги периода реформ в вышедшей 10 февраля 1994 года статье Гайдар писал:
Экономика избежала летального исхода, более чем возможного в 1991 г. Но не удалось создать серьёзный задел для решения главной задачи – структурной перестройки всей экономики, массированных инвестиций, обновления технической базы, роста производства, возникновения здорового среднего класса. Реформы не исчерпали себя, их просто прервали. <...>
Мы обязаны возобновить реформы даже не с того места, где они остановились сегодня, а с того, где они начали буксовать в середине 1992 г.

Уйдя из правительства Гайдар активно погружается в работу Государственной Думы первого созыва, где он стал председателем фракции «Выбор России». 11 марта в ходе заседания Госдумы он излагает своё видение развития страны: «Это путь радикальных реформ, направленных на всемерное сокращение неэффективных государственных расходов, на сокращение государственного аппарата, на отказ от ненужных, по существу порождающих коррупцию, форм регламентации хозяйственной жизни. Я убеждён, что сильное Российское государство – это не государство, бряцающее оружием и пытающееся запугать соседей. Это государство с сильной валютой, с низкими налогами, с надёжными гарантиями собственноси, с надёжным правопорядком».
«Выбор России» (с июня 1994 года политическая партия «Демократический выбор России») в Думе тесно взаимодействовал с правительством, но выступал за более жёсткую финансовую стабилизацию и активные реформы. После финансового кризиса конца 1994 года Егор Гайдар включается в разработку стабилизационной программы на 1995 год. Также Гайдар основатель и первый президент (1993—1995) Всероссийской ассоциации приватизируемых и частных предприятий.
В середине 1994 года Гайдар по приглашению Сербской демократической партии посетил Белград, а затем Пале, где располагалась администрация Радована Караджича. На переговорах Гайдар убеждал Караджича пойти на компромисс и принять предложения контактной группы по Боснии и Герцеговине.
После начала Первой чеченской войны Гайдар занимает антивоенную позицию, осуждает ввод войск в Чечню и бомбардировки Грозного, становится организатором первых в России митингов против войны в Чечне. Он отправляет президенту Б. Ельцину письмо с призывом «не допустить эскалации военных действий в Чечне» и предупреждает, что «штурм и бомбардировки Грозного приведут к огромным жертвам, к затягиванию конфликта, к обострению внутриполитической ситуации в самой России». В результате антивоенной позиции «Демократический выбор России» теряет источники финансирования, начинается отток из партии представителей власти и бизнесменов, часть депутатов покидает думскую фракцию.
Правозащитники Юлий Рыбаков и Сергей Ковалёв рассказывали, что Гайдар сыграл важную роль в спасении заложников во время захвата Шамилём Басаевым больницы в городе Будённовске в 1995 году. Сергей Ковалёв во время теракта смог дозвониться до Гайдара, а тот связался с премьер-министром Виктором Черномырдиным. По словам Ковалёва, Черномырдин только от Гайдара узнал, что в больнице находится две тысячи заложников, а не сто человек. Гайдар убедил Черномырдина поручить Сергею Ковалёву формирование комиссии по переговорам с террористами, в результате чего удалось спасти заложников.
Антивоенная позиция сблизила Егора Гайдара с другим лидером демократической оппозиции – Григорием Явлинским. В мае 1995 года они объявляют о создании политической коалиции на думских выборах, которые должны были состояться в конце года. Гайдар обещает поддержать кадидатуру Явлинского на выборах президента. Но уже на следующий день после совместного заявления, Явлинский отказывается от объединения. Позднее Гайдар писал, что именно разрыв договорённостей предопределил поражение демократов на парламенстких выборах.    На выборах в Государственную думу второго созыва в 1995 году блок «Демократический выбор России — Объединённые демократы» во главе с Гайдаром не преодолел пятипроцентный барьер.
Из-за войны в Чечне Гайдар становится в оппозицию президенту Ельцину и призывает его не выставлять свою кандидатуру на президентских выборах. Он предлагает в качестве кандидата от демократических сил на президентских выборах губернатора Нижегородской области Бориса Немцова, но тот отказывается. Однако в конце апреля, после официального вступления Ельцина в избирательную кампанию и обнародования плана мирного урегулирования чеченского конфликта, Гайдар и партия «Демвыбор России» решают поддержать кандидатуру Ельцина, чтобы не допустить приход к власти коммунистов.
В 1996—1999 годах Егор Гайдар был членом совета директоров ОАО «Вымпелком». 

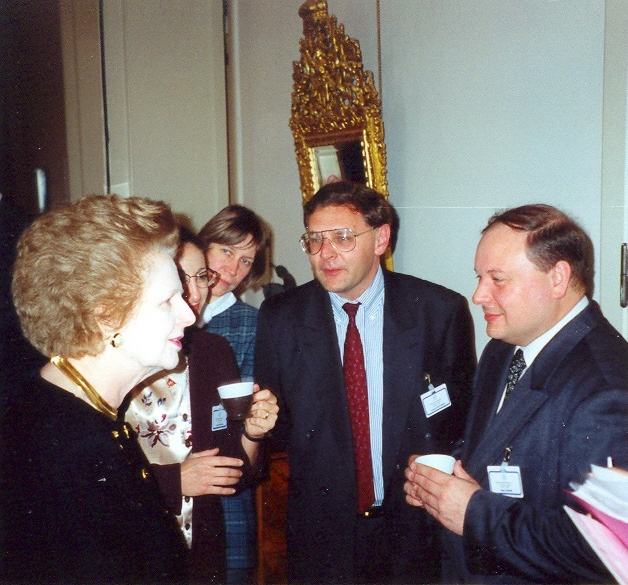
Егор Гайдар и Маргарет Тэтчер в 1996 г.

В 1996 году выходит книга воспоминаний Гайдара «Дни поражений и побед».
В 1997—1998 годах Гайдар, не занимая официальных должностей, продолжает влиять на экономическую политику правительства. В том числе пытается найти выход из разворачивающегося в 1998 году финансового кризиса, консультирует правительство Кириенко и ведёт переговоры с представителями МВФ. Как позднее рассказывал Гайдар, дефолт произошёл из-за того, что человек, согласовывавший на последнем этапе документы о кредитах с МВФ, по требованию представителей фонда внёс в них исправления. С этими исправлениями документы были представлены западным инвесторам, которые увидели, что теперь в них не сходятся цифры и виден финансовый разрыв. Это привело к тому, что инвесторы немедленно вывели деньги из России. Сам Гайдар считал, что, если бы о проблеме с чиновниками МВФ сообщили ему, он бы уладил вопрос «в течение нескольких минут», объяснив, почему предлагаемые корректировки недопустимы.
При этом информация об ухудшении положения дел публично не сообщалась, чтобы не вызвать панику на рынках. По утверждению Андрея Илларионова, в 1998 году Гайдар просил его скрыть от журналистов своё предположение о предстоящем дефолте. С другой стороны, Анатолий Чубайс, комментируя необходимость скрывать до последнего приближение дефолта, говорил: «если бы мы поступили так, как предлагал Илларионов, они (международные финансовые учреждения) навсегда прекратили бы вести бизнес с нами. То есть катастрофа была бы та же, что и теперь, но любая надежда на то, что инвесторы вернутся, была бы потеряна».
За два дня до объявления о дефолте 17 августа 1998 года Гайдар и Чубайс встречались с руководителем европейского департамента МВФ Джоном Одлингом-Сми, обсуждая предстоящие чрезвычайные меры. Представитель МВФ в Москве Мартин Гилман позже писал об этой встрече:
Оглядываясь назад, поражаешься, что два человека, не занимавшие никаких официальных постов в правительстве, решали тогда в укромном ресторанном кабинете судьбу финансов России. Возможно, на эти переговоры послали именно их, чтобы избавить членов правительства от необходимости обсуждать вслух радикальные шаги, которые никто не хотел предпринимать. Возможно, члены правительства не захотели бы говорить на эти темы с той же открытостью и откровенностью, а потом брать на себя ответственность за сказанное…

В феврале 1998 года в газете «Московские новости» была опубликована статья Гайдара «Почему в Москве жить хорошо», послужившая поводом к судебному разбирательству между Гайдаром и Юрием Лужковым. В статье, в частности, указывалось, что «Экономическая жизнь в Москве страшно забюрократизирована, зарегламентирована, результатом чего является массовое распространение коррупции, и все, кто имел и имеет дело с московскими муниципальными структурами, это прекрасно знают», что и послужило основанием для иска о защите чести и достоинства. В статье также критиковалось аккумулирование в Москве значительной доли налоговых поступлений российских компаний, в ущерб другим регионам и дотации из федерального бюджета на исполнение столичных функций. Кунцевский районный суд вынес решение отказать столичному мэру в иске. В прессе отмечалось, что это решение — первое поражение Ю. Лужкова в суде. Однако Лужков обжаловал решение в Мосгорсуде, который вернул дело на пересмотр обратно в Кунцевский суд. В итоге в октябре 1998 года там всё же было вынесено решение в пользу мэра.

### 1999—2009

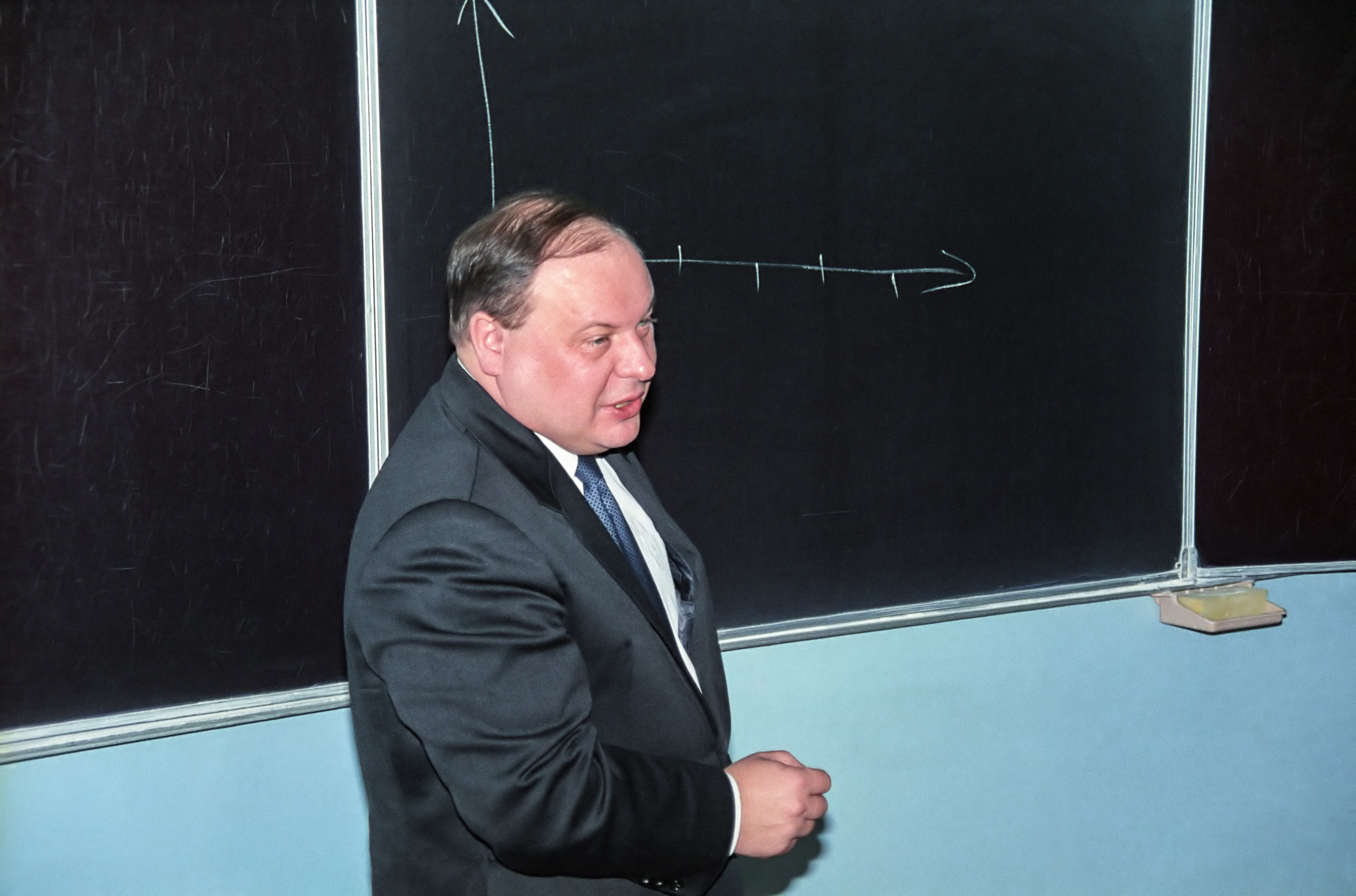
Егор Гайдар на лекции

В начале марта 1999 года в прессе появилась информация о том, что Егор Гайдар и ряд других представителей правых сил попали в список кандидатов в члены совета директоров компании РАО «ЕЭС России». 16 марта председатель Государственной думы Геннадий Селезнёв заявил, что Дума не допустит избрания в совет директоров этой компании Егора Гайдара, Бориса Немцова, Сергея Кириенко и Бориса Фёдорова. По мнению Селезнёва, «избирательная коалиция „Правое дело“ хотела бы заиметь хорошего спонсора в лице РАО „ЕЭС России“ на предстоящих парламентских выборах, но эти люди — уже проштрафившиеся, и непонятно, какое они имеют отношение к энергетике». 18 марта Гайдар подтвердил, что его внесли в список кандидатов в совет директоров РАО ЕЭС, и заявил об отказе входить в состав совета. По словам Гайдара, о своём выдвижении он «узнал из газет».
В 1999 году, во время бомбардировок НАТО, Гайдар вместе с Борисом Немцовым и Борисом Фёдоровым с миротворческой миссией посещает Белград. По словам Немцова, во время их визита бомбёжки были прекращены. План политиков состоял в том, чтобы предложить сербскому Патриарху Павлу и Папе Иоанну Павлу II подписать письмо к Клинтону с просьбой остановить бомбардировки. Однако Иоанн Павел II отказался, сославшись на то, что Клинтон к нему не прислушается. Уезжая в Сербию, Гайдар оставил записку для Анатолия Чубайса, на случай своей смерти. В ней говорилось «Толя! Позаботься о семье. Капиталов не оставил. Обнимаю. Егор».
Миротворческий визит лидеров коалиции «Правое дело» был негативно оценён Государственной думой 2 созыва, в постановлении которой отмечалось:

Государственная Дума Федерального Собрания Российской Федерации с обеспокоенностью восприняла сообщения средств массовой информации о так называемой миротворческой инициативе группы печально известных в прошлом российских политиков Е. Гайдара, Б. Немцова, Б. Фёдорова и А. Чубайса в Союзной Республике Югославии. Упомянутые лица практически во всех ключевых вопросах экономики, внутренней и внешней политики следовали интересам Соединённых Штатов Америки и ряда других государств — членов Организации Североатлантического договора, которая развязала преступную войну на Балканах. Их деятельность нанесла России серьёзный, а по некоторым позициям невосполнимый ущерб.

В 1999 году для участия в парламентских выборах был сформирован блок «Союз правых сил» (СПС), в который вошла и партия Гайдара «Демократический выбор России». На выборах Гайдар возглавил московскую региональную группу «Союза правых сил» и в декабре 1999 года был избран депутатом Государственной Думы третьего созыва. Позже СПС, набравший 8,5 % голосов, был преобразован в партию. В качестве сопредседателя СПС вместе с Кириенко и Хакамадой настоял на том, чтобы эта партия поддержала Путина на президентских выборах. С 20 мая 2000 года Гайдар занимал пост сопредседателя СПС. Ушёл в отставку на внеочередном съезде в январе 2004 года, после поражения партии на думских выборах.
В Государственной Думе (декабрь 1999 — декабрь 2003) входил в комитет по бюджету и налогам. Работал над Налоговым и Бюджетным кодексами. В 2001 году подписал письмо в защиту телеканала НТВ.
Гайдар рассказывал, что тогда он уже не был лидером фракции и мог посвятить себя только подготовке экономических реформ. «Правительство, — говорил Гайдар, — начало реализовывать ту программу, которую мы разрабатывали <…> У меня была возможность за 2-3 дня получать ключевые документы за подписью лиц, принимающих решения, включая президента. Не надо было публично выступать, а возможности делать что-то полезное, были, пожалуй, наибольшие за всё то время, когда я работал во власти. Потом, конечно, возможности стали быстро сокращаться».
По мнению Гайдара, самыми успешными реформами, в подготовке которых он принимал участие, были налоговая реформа, реформа бюджетного федерализма, а также создание Стабилизационного фонда, что, по его мнению, позволило укрепить стабильность финансовой системы. Андрей Илларионов утверждал, что Гайдар участвовал в принятии решений о вскрытии Стабфонда в 2007 году. Это, по мнению Илларионова, привело к значительному росту инфляции к маю 2008 года. При этом сам Гайдар в своих публикациях и интервью выступал против каких-либо трат Стабфонда и заявлял, что «вскрытие» Стабфонда сведёт на нет все усилия государства". Концепция и проект Федерального закона РФ «О стабилизационном фонде» подготовлены в институте Гайдара.
В 2003 году Гайдар был приглашён для консультаций по восстановлению экономики Ирака.
Гайдар выступал против дела ЮКОСа. По его мнению:

Более сильного хода, направленного на то, чтобы остановить экономический рост в России, давно не случалось. Конфликт между «ЮКОСом» и властями перешёл в горячую стадию в первой половине 2003 года, и, конечно, в основе лежала политика.— Интервью 28.06.2005
24 ноября 2006 года Гайдар находился в Дублине на международной конференции, где презентовал свою недавно вышедшую книгу «Гибель Империи: уроки для современной России». На конференции Гайдар почувствовал себя плохо и был госпитализирован с симптомами гастроэнтерита. После проведённого лечения Гайдар почувствовал себя лучше.
28 ноября, уже после возвращения в Москву, Гайдар заявил, что его жизнь была в опасности, а его друг Анатолий Чубайс заявил, что Гайдар был отравлен. Чубайс связал предполагаемое отравление Гайдара с гибелью журналистки Анны Политковской и бывшего сотрудника ФСБ Александра Литвиненко, пояснив, что «чудом не завершившаяся смертельная конструкция Политковская — Литвиненко — Гайдар была бы крайне привлекательна для сторонников неконституционных силовых вариантов смены власти в России». Сам Гайдар заявил, что «за произошедшим стоит кто-то из явных или скрытых противников российских властей», намекая на противника Кремля бизнесмена Бориса Березовского. Ирландские врачи и полиция, однако, не нашли в недомогании Гайдара признаков отравления или воздействия радиации. Кроме того, когда с Гайдаром связался посол Ирландии, Гайдар не стал повторять ему версию о своём отравлении. Комментируя произошедшее, представитель Березовского Александр Гольдфарб заявил, что Гайдар «позволил сделать из себя циркового пуделя режима». Однако биографы реформатора пишут, что до конца жизни Гайдар был уверен, что произошло именно отравление. Его здоровье оказалось подорвано и в последующие годы продолжило ухудшаться. 
В 2007 году Гайдар рассказывал, что ведёт обсуждения с официальными лицами в США, стараясь убедить их не размещать элементы системы ПРО в Европе, так как это создаст серьёзную угрозу безопасности из-за ответной реакции России. По словам Гайдара, эти обсуждения повлияли на принятие решений по системе ПРО американской стороной.
3 октября 2008 года незадолго до роспуска «Союза правых сил» Гайдар заявил о своём выходе из партии и нежелании участвовать в новом партийном проекте на базе СПС и двух других правых партий, хотя позднее поддержал его создание.
В последние годы Гайдар много писал о необходимости построения в России действующей демократии. Объясняя свои чувства от происходящего в стране во время интервью с публицистом Олегом Морозом, Гайдар говорил: «Как вы думаете, что чувствуешь, когда тебе кажется, что ты уже вытащил свою страну из трясины, а потом видишь, как её снова туда затягивает». В то же время он понимал этику экономиста как необходимость давать власти правильные советы, не зависимо от своего отношения к этой власти. «Мне довелось работать в российском правительстве после того, как власти СССР совершили почти все возможные экономические ошибки, — писал Гайдар. — И теперь вне зависимости от моих симпатий или антипатий к тем, кто стоит у власти в моей стране, я всегда буду пытаться сделать всё возможное, чтобы подобная ситуация не повторилась».
По свидетельству Михаила Задорнова и Алексея Кудрина, занимавших пост министра финансов в 1997—1999 и 2000—2011 годах соответственно, и премьер-министра в 2000—2004 годах Михаила Касьянова, долгие годы после своей отставки Гайдар участвовал в подготовке важнейших решений правительства, включая почти все реформы кабинета Касьянова.

## Научная и экспертная деятельность

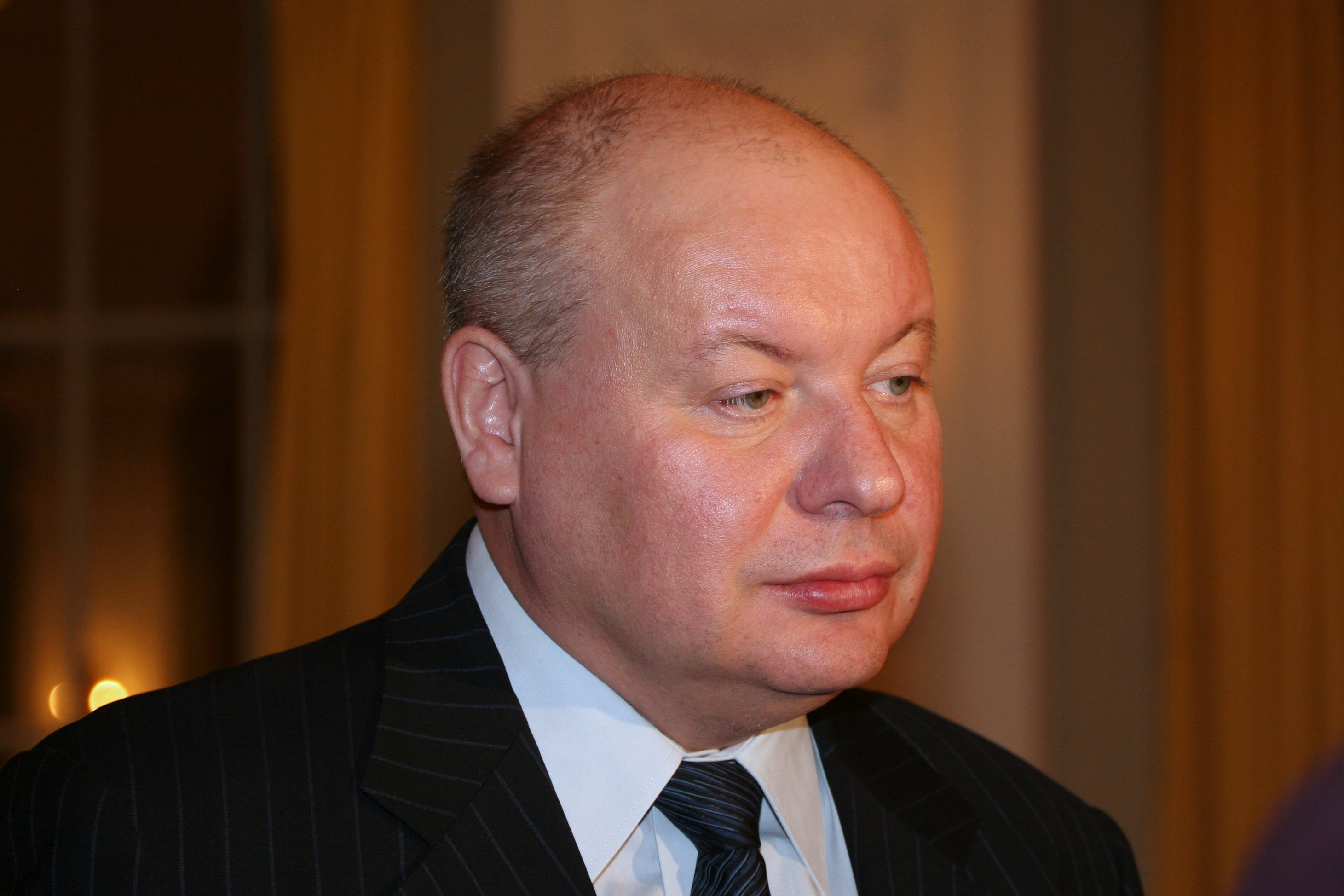
Егор Гайдар в 2008 году

Егор Гайдар — автор более ста публикаций по экономике. Основные труды — «Экономические реформы и иерархические структуры» (1990), «Государство и эволюция» (1994), «Аномалии экономического роста» (1997), «Долгое время. Россия в мире. Очерки экономической истории» (2005), «Гибель Империи» (2006), «Смуты и институты» (2009).
Основатель и директор Института экономики переходного периода.
Первый председатель Наблюдательного совета ВШПП.
В 2001 году вошёл в число учредителей журнала «Вестник Европы (XXI век)». Стал членом редколлегии этого журнала.
Кроме того, Егор Гайдар являлся:
- профессором Высшей школы экономики, заведующим кафедрой теории переходной экономики ВШЭ[161];
- почётным профессором Калифорнийского университета[162];
- членом консультативного совета журнала «Acta Oeconomica» (Венгрия)[162];
- членом Попечительского совета Международной группы по предотвращению кризисов «Крайсис Груп»[162];
- членом Совета по сотрудничеству в Балтийском регионе при премьер-министре Швеции[163]

Обзор тем научного творчества Гайдара дан в предисловии к его собранию сочинений в 15 томах.

### Экономические реформы 1989—2003
В советское время научные работы Гайдара были посвящены совершенствованию механизмов хозрасчёта, позднее — функционированию и реформированию плановой экономики в целом. Как указывал экономист Сергей Васильев, наиболее значительным достижением научного направления, к которому принадлежал Гайдар в советское время, являлась теория административного рынка. Согласно этой теории в плановой экономике предприятия не жёстко подчиняются спускаемым сверху планам, а включены в систему иерархических торгов. Основным объектом этих торгов являются реальные требования к производителям, часто существенно отличающиеся от утверждённого плана, а также выделяемые предприятиям ресурсы.
В 1989 году написана обобщающая работа советского периода — «Экономические реформы и иерархические структуры» (издана в 1990 г.), в которой систематически изложены основные положения теории административного рынка. Гайдар описывал функционирование плановой экономики и попытки её реформ в социалистических странах c точки зрения иерархических торгов. Рассматривались трудности, с которыми сталкивается экономика с широким применением хозрасчёта и большим влиянием трудовых коллективов (на примере Югославии и Венгрии), а также проблемы структурной перестройки экономики, избавления от нерентабельных производств. Основным препятствием на пути введения рыночных механизмов в книге называлось усиление инфляции. Успех реформ в СССР, по мнению Гайдара, зависел от успешности проведения антиинфляционной политики: эффективного контроля расходов бюджета, объёма кредитования и денежной массы. О необходимости твёрдой антиинфляционной политики Гайдар также писал в своих статьях 1990-го и 1991 года в журнале «Коммунист».
Наталья Шматко, анализируя публикации Гайдара советского времени, пишет, что его работы «не выходили за границы марксистской ортодоксии». В книге «Экономические реформы и иерархические структуры», по словам Шматко, теоретические положения Гайдара говорят о его приверженности социализму и критике капитализма, с использованием чисто идеологической лексики, например: «Высшей формой разрешения противоречий капиталистического общества является низвергающая его революция» (на самом деле в книге Гайдара сказано: «Крайней формой разрешения противоречий капиталистического общества является низвергающая его революция»). Затем, однако, лексика Гайдара резко изменилась после его ухода из газеты «Правда». Согласно статье Шматко, первоначально компетенция Гайдара была ограничена знакомством с классическими теориями и несколько более глубоким знанием экономистов Венгрии и Чехословакии. Затем, под влиянием работ Чубайса и мнения экспертов МВФ, позиция Гайдара радикализовалась, и за образец была взята чилийская модель и методы правления генерала А. Пиночета. Согласно мнению самого Чубайса, у Гайдара не было в советское время системных работ по рыночным реформам «просто потому, что издать это было нельзя».
С 1991 года выходили регулярные экономические обзоры Института экономики переходного периода под редакцией Гайдара и статьи, посвящённые экономическим реформам в России. Ключевой темой этого периода является создание необходимых условий для возобновления экономического роста. Работы Гайдара также посвящены инвестиционной политике, снижению инфляции, государственной нагрузке на экономику, исследованию макро- и микроэкономических последствий мягких бюджетных ограничений.

### «Государство и эволюция»: отношение власти и собственности
В 1994 году была написана работа Гайдара «Государство и эволюция», посвящённая ключевому, по мнению Гайдара, вопросу российской политики — отношению власти и собственности. В книге автор описывает развитие СССР с точки зрения номенклатурного перерождения строя и борьбы бюрократии за получение реальной собственности в 1985—1991 годах.
Гайдар писал, что единственный путь мирного реформирования страны — это обмен власти советской номенклатуры на собственность, «выкуп» России у номенклатуры. При этом демократов устроит, если в процессе сформируется свободный рынок, с гарантиями частной собственности, где получившая экономические преимущества бывшая номенклатура, тем не менее, не будет уже обладать политической властью, а доставшаяся ей собственность начнёт перераспределяться под влиянием законов конкуренции. Важным шагом на пути к формированию такой системы и были, по мнению Е. Гайдара, реформы 1992 года. Второй же — худший вариант, сращивание собственности и власти, при котором собственность принадлежит тому, кто обладает политическим контролем. Такая система затормозит экономический рост и приведёт Россию в ряд отсталых государств «третьего мира». Позднее Гайдар говорил о своей книге: «Она о том, что разделение власти и собственности — это важнейшая предпосылка долгосрочного устойчивого экономического роста».
Подводя итоги развития страны в конце 2009 года, за месяц до своей смерти, Гайдар говорил:

В России проблему разделения власти и собственности не удалось решить ни в девяностых годах, ни в двухтысячных. Сначала мы имели избыточное влияние крупных собственников, олигархию, затем власть начала избыточно влиять на экономику, причём не с точки зрения её регулирования, а с точки зрения прямого вмешательства. И та и другая система внутренне неустойчивы и не способствуют долгосрочным позитивным перспективам развития страны.

### «Аномалии экономического роста» в социалистических странах
В 1997 году выходит книга Гайдара «Аномалии экономического роста», посвящённая анализу экономических механизмов развития социалистических стран и причин кризиса социалистической экономики. Также на эту тему вышла статья в журнале «Вопросы экономики».
В отдельной главе книги описывается применение и кризис модели импортозамещающей индустриализации (Аргентина, Мексика, Индия), основанной на закрытии внутреннего рынка от иностранной конкуренции и валютном регулировании. Далее описывается математическая модель роста социалистической экономики. Делается вывод о наличии ограничений ресурсов социалистического роста, связанных с низкой эффективностью капиталовложений, высокой энергоёмкостью, низкой конкурентоспособностью обрабатывающих отраслей. Сравнивая развитие СССР и Китая, Гайдар описывает два разных ответа на эти проблемы: постепенный отказ от социалистической модели в Китае и переход к экономическому росту за счёт экспорта минеральных ресурсов в СССР. По мнению Гайдара, во втором случае экономический рост СССР с начала 70-х годов носил аномальный и неустойчивый характер, поскольку за счёт экспорта природных ресурсов выходил за рамки ограничений социалистической модели экономики. В итоге кризиса социалистической экономики многие показатели производства и потребления в России вернулись к уровню начала 70-х, до входа в «аномальный экономический рост», что, по мнению Гайдара — закономерно.
В то же время выход на путь возобновления экономического роста связан не с попытками сохранить несбалансированные хозяйственные связи и производственные структуры, сформированные в ходе нефтяного роста 70-80-х, а с их скорейшей перестройкой. Связанные с этим проблемы рассматривались в заключительной главе книги. Гайдар писал, что наилучшей стратегией является сокращение дотаций неэффективным производствам, военная реформа, реформа налогообложения, снижающая ставки налогов и упрощающая их сбор, увеличение финансирования образования, здравоохранения и науки.
Мысли, высказанные в работе «Аномалии экономического роста», были развиты в последующих книгах Гайдара — «Долгое время» и «Гибель империи».

### «Долгое время»: экономические реформы в историческом контексте
В 2005 году выходит фундаментальный труд Гайдара «Долгое время. Россия в мире. Очерки экономической истории», посвящённый исследованию долгосрочных проблем развития России. Книга обобщает предыдущие работы Гайдара по экономической истории, аномалиям экономического роста социалистической экономики, применимости марксизма для анализа долгосрочных тенденций развития и рыночным реформам. Отдельные разделы книги посвящены феномену современного экономического роста, формированию аграрных обществ и их переходу к капитализму, особенностям экономического развития России и её перехода от плановой экономики к рыночной.
Гайдар констатирует, что Россия уже вышла из периода изменений, связанных с крушением социалистической системы и формированием рыночных институтов. В то же время Россия оказалась в динамично меняющемся мире современного экономического роста, который является переходным процессом от аграрных обществ к новому состоянию. Для того чтобы понять, какие трудности могут встретиться на этом пути у менее развитых стран, лучше всего проанализировать опыт стран, ушедших вперёд на пути экономического развития. В последнем разделе книги, на основе анализа проблем, с которыми в настоящее время сталкиваются наиболее развитые страны, предлагаются пути новых либеральных реформ. Гайдар обосновывал необходимость либеральной миграционной политики, сокращения государственных расходов, введения накопительной пенсионной системы, страховой медицины и профессиональной армии. В заключительной главе книги делается вывод о необходимости построения в России действующей демократии, а не её «муляжа».
Французский социолог Алексис Берелович, комментируя выход книги, писал, что в ней «встречаются недостаточно обоснованные утверждения, произвольно выбранные данные и откровенное игнорирование фактического материала, который не вписывается в концепцию автора». Главный недостаток книги Гайдара он видит в присущем его мышлению «жёстком экономическом детерминизме, упраздняющем проблему выбора той или другой альтернативы, а также, что немаловажно, и проблему ответственности политического деятеля».
Основатель фонда «Династия» Дмитрий Зимин на вручении премии «Просветитель» назвал книгу «Долгое время» «одной из величайших книг современности» и выразил глубокое сожаление от имени фонда «Династия» о том, что автора книги не успели наградить за неё. Высоко оценивал книгу и академик РАН Абел Аганбегян.

### «Гибель империи». Анализ рисков снижения цен на нефть 2006—2007
В январе 2006 года Гайдар выступает с предостережением относительно зависимости экономики от мировых цен на нефть. Он говорит о высоком риске возникновения кризиса к 2009 году и рисках для банковского сектора, связанных с ростом кредитования. «Накопленный краткосрочный ресурс позволяет на ближайшие два-три года спокойно управлять ситуацией, — утверждал Гайдар, — К 2008—2010 году ситуация более рискованна». Для предотвращения этого Гайдар призвал увеличить долю нефтяных доходов, отправляемых в Стабилизационный фонд, и формировать бюджет, исходя из более низкой цены на нефть.
Как рассказывал Гайдар в октябре 2008 года в разгар экономического кризиса, пессимистический сценарий, подготовленный в рамках анализа рисков, проводившегося в его институте в 2006 году, «сейчас реализован с точностью до цифр». Эти оценки и повлияли на формирование Стабилизационного фонда властями страны.
Анализ проблем, с которыми сталкивается страна, зависящая от сырьевого экспорта в случае падения цен на нефть, развивается в вышедшей в 2006 году книге «Гибель империи», в которой описывается механизм краха Советского Союза. В книге обосновывается утверждение, что кризис социалистической экономики был связан с заложенным во время коллективизации кризисом сельского хозяйства СССР, необходимостью закупок продовольствия за рубежом, неконкурентоспособностью советской промышленности на мировом рынке и попаданием в зависимость от мировых цен на нефть — важного для СССР источника иностранной валюты. Падение цен на нефть в середине 80-х годов привело к кризису финансовой системы, экономики, и, в конечном счёте, к распаду СССР. Отдельные главы книги посвящены проблемам распада империй, специфике рынка нефти и анализу причин нестабильности авторитарных государств. В заключении «Гибели империи» делается вывод о важности для России ограничения бюджетных обязательств, зависящих от нефтяных доходов. Также говорится о необходимости политической демократии, позволяющей легче адаптироваться к экономическим и политическим вызовам.
Научный сотрудник Института экономики РАН, бывший член Политбюро ЦК КПСС, д.э.н. Вадим Медведев писал, что Гайдар в своей книге искажает исторические факты, чтобы «оправдать начатую в 1992 году политику шоковой терапии, ввергнувшую страну действительно в глубочайший экономический кризис». По словам Медведева, «печать легковесности лежит и на других „исторических“ экскурсах Гайдара». Ректор РЭШ, д. э. н. Сергей Гуриев в рецензии на «Гибель империи» писал, что «основная часть книги — это мастерски написанная экономическая и политическая история послесталинского СССР», а выводы Гайдара подтверждаются другими современными экономическими исследованиями. Рецензируя книгу «Гибель империи», д.ф.н., политолог Сергей Гавров призвал «усвоить уроки СССР, о которых напомнил Егор Гайдар», поскольку сегодня «повторение судьбы Советского Союза становится всё более вероятным».
В «Гибели империи» и последующих статьях Гайдар предупреждал об опасности политических призывов «восстановить империю», связанных с «постимперским синдромом» в России. Кроме того, Гайдар писал о том, что экономика, подверженная высоким рискам колебаний нефтяных цен, — не лучший фундамент для «имперского тона» во внешней политике. То, что с течением времени российское руководство само или под влиянием заданных обстоятельств осознаёт тупиковость, контрпродуктивность проводимой сегодня по отношению к соседям политики, сразу дело не поправит, — писал Гайдар, — Расхлёбывать последствия столь приятных сегодня стальных интонаций придётся долго.
В начале 2007 года публикуется статья Гайдара «Российские финансы: что за горизонтом?», где вновь анализируются риски и последствия колебаний нефтяных цен. Кроме того, говорится о долгосрочных финансовых трудностях, связанных с сокращением и удорожанием добычи нефти — с одной стороны и ростом социальных обязательств государства при увеличении доли населения пенсионного возраста — с другой. В статье Гайдар доказывал необходимость сохранения Стабилизационного фонда, пополняемого из сырьевых доходов бюджета, и недопустимость его использования для финансирования государственных расходов. В то же время предлагалось использовать Стабфонд для решения проблем пенсионной системы. Для этого требуется увеличить размер фонда с 10 % ВВП до не менее 50 % за счёт направления в него доходов от приватизации крупных государственных компаний. Дальнейшее вложение этих средств в ценные бумаги позволило бы, по предположению Гайдара, пустить прибыль на выплату пенсий. В конце 2010 года министр финансов Алексей Кудрин высказал аналогичные предложения и заявил, что «Мы стоим на пороге того, чтобы создать такую модель».
Колебания нефтяных цен и проблемы пенсионной системы тогда же были темами нескольких статей Гайдара в прессе.

### Реформирование мировых финансовых институтов
В 2008 году в сборнике «Экономические записки» вышла статья «О реформе мировых финансовых институтов». В ней приводится обзор развития денежной системы мира со времён золотого стандарта, и обсуждаются перспективы реформы мировых финансовых институтов. Гайдар отмечал, что в условиях быстрого развития Китая, Индии, Бразилии и России нынешняя система, зависящая только от решений США и стран Западной Европы, увеличивает риски кризиса мировой финансовой инфраструктуры.
Гайдар призвал поставить влияние той или иной страны в мировых финансовых институтах, таких как МВФ и Всемирный банк, в зависимость от долей страны в мировом ВВП, рассчитанных по валютным курсам и паритету покупательной способности. Кроме того Гайдар предположил, что «при ответственной денежной и финансовой политике» до 2020 года возможно сделать рубль мировой резервной валютой второго плана, такой, как фунт стерлингов или шведская крона. Кроме того, по словам Гайдара, в перспективе возможно создание нового мирового финансового центра в Москве, что было предложено президентом Медведевым.

### Дискуссия о снижении НДС
В 2008 году Гайдар включился в дискуссию по вопросу снижения ставок налога на добавленную стоимость. Данная инициатива была высказана рядом чиновников и предпринимателей и, в том числе, поддержана В. Путиным и Д. Медведевым.
Летом 2008 года вышла статья Гайдара «Головокружение от успехов», в которой обсуждается вопрос о снижении ставки НДС и даётся обзор налоговых реформ в 1991—1992 и 2000—2003 годах, прошедших при участии Гайдара. В статье критикуется тезис о том, что снижение ставки налога обязательно приведёт к росту его собираемости. Если этого не произойдёт, бюджет лишится значительной доли (до 2 % ВВП при снижении НДС до 12 %) поступлений, не зависящих от цен на нефть. При этом именно НДС создаёт основу устойчивости финансовой системы на случай колебания нефтяных цен. Вместо снижения НДС Гайдар предлагал отказаться от федеральной составляющей налога на прибыль.
В конечном счёте решение о снижении ставки НДС не было принято, хотя дискуссия в органах власти не прекратилась. Налог на прибыль был снижен в 2008 году за счёт федеральной части с 24 до 20 %. В одном из своих последних интервью, после начала экономического кризиса 2008—2009 годов, Гайдар подчёркивал, что «у нас реально, как раз базой бюджетной стабильности в 2009-м году стали НДС и налоги на доходы физических лиц».

### Финансовый кризис 2008—2009
В январе 2008 года, за полгода до начала экономического кризиса в России, выходят статьи Гайдара в научном журнале «Экономическая политика» «Мировая экономическая конъюнктура и Россия» и деловой газете «Ведомости» «Жёсткая посадка: новый вызов для России». В статьях анализируется связь рецессий в США с происходящим на рынке капитала и ценами на энергоносители. Гайдар обращал внимание на то, что в экономике США наметилось замедление темпов роста, появились проблемы на американском рынке ипотеки, кроме того кризис уже перешёл на банковский сектор, что может говорить о начале длительной рецессии. При этом могут снизиться цены на энергоносители и начаться отток американских капиталов из других стран, что, в свою очередь, негативно скажется на экономике России, приведёт к снижению темпов экономического роста и необходимости для российских властей кризисного управления. Последующее развитие событий подтвердило этот прогноз.
Тогда же Гайдар высказался насчёт надвигающегося кризиса ещё резче: «Если правительство не изменит финансовую политику после начала мирового спада, то последствия для России могут быть катастрофическими».
Летом 2008 года Гайдар снова говорит об угрозе падения цен на нефть в связи с кризисом в статье «Головокружение от успехов». Автор замечает, что рост нефтяных цен во время кризиса происходит на фоне падения финансовых рынков, когда инвесторы ищут «тихую гавань» и переводят активы в ценные бумаги, связанные с сырьём. Однако такое развитие событий при усугублении кризиса может привести к обрушению рынка нефтяных фьючерсных контрактов. Впоследствии цены на нефть выросли до $140 за баррель и рухнули во второй половине 2008 года до $36–40.
В октябре 2008 года, в разгар кризиса, Гайдар рекомендовал отказаться от поддержания номинального курса рубля, оказать помощь банковской системе, отказаться от популизма в бюджетной политике и провести реформы.

Сегодня в повестке дня пенсионная реформа, реформа «Газпрома», ЖКХ, новая волна приватизации, военная реформа, сокращение круга бюджетных статей, которые являются секретными, прозрачность процедуры принятия государственных решений, гарантии частной собственности, независимость судебной системы.— 
Анализу развития кризиса посвящены и последующие статьи Гайдара в 2008—2009 годах. В них предупреждалось о возможности второй волны кризиса и низких темпах роста мировой экономики в следующие несколько лет. Также Гайдар писал об опасности наращивания бюджетных расходов в условиях кризиса, необходимости повышения конкурентоспособности бизнеса и создания инновационного сектора экономики. Последняя статья, «Кризис и Россия», была закончена за пять дней до смерти автора.

### Общественные институты в период смут и революций
В 2009 году в сборнике «Власть и собственность» опубликована работа «Смуты и институты», в которой описываются процессы, происходящие с обществом во время революции: крах монополии государства на применение насилия, возникновение нескольких центров власти, развёртывание финансового кризиса, исчезновение гарантий собственности, перебои в продовольственном снабжении городов. Гайдар подробно показывает, как эти процессы развивались во время революции 1917 года и как те же проблемы решались правительством реформаторов после распада СССР в 1991—1993 годы. В работе говорится, что специфика российских реформ — их проведение в момент краха институтов старого государства.
Этой же теме была посвящена публичная лекция Егора Гайдара в ноябре 2009 года. В ней Гайдар называл свою книгу предупреждением. По его словам, если власть будет реагировать на кризис ужесточением репрессий, это может привести к краху режима и новой смуте. Единственная альтернатива — постепенная либерализация «то есть создание элементарных основ свободы слова на массовых каналах информации, восстановление системы разделения властей, установление системы сдержек и противовесов, восстановление реального федерализма, реальных выборов».

## Семья
Первый брак заключён с Ириной Смирновой во время учёбы в университете. Двое детей — сын Пётр (род. 1979) и дочь Мария Гайдар (род. 1982), оставшаяся после развода с матерью, и с 8 до 18 лет носившая фамилию Смирнова. Дочь Мария Гайдар — экономист, политик, в прошлом — заместитель председателя правительства Кировской области, заместитель главы Одесской облгосадминистрации Украины. Сын Пётр Гайдар — предприниматель.
Был женат вторым браком на Марии Стругацкой, дочери писателя Аркадия Стругацкого и Елены Ильиничны Ошаниной, в свою очередь, дочери китаиста Ильи Михайловича Ошанина; у неё есть сын от первого брака Стругацкий Иван Владимирович. Сын Павел Гайдар (род. 1989).

## Характер, привычки и образ жизни
Сам Гайдар называл своей основной чертой флегматизм, а главным недостатком — отсутствие красноречия. В молодости он серьёзно увлекался шахматами. По рассказу сына Гайдара Петра, на природе отец любил собирать грибы и рыбачить. Но своим любимым занятием Гайдар называл чтение и написание книг. Также Гайдар рассказывал о своей любви к виски: «Виски — это напиток, который я люблю и в котором понимаю толк».
Как рассказывал Пётр Авен: «Гайдар был бессребреник. Когда Лёшу Головкова хоронили, выяснилось, что у Гайдара нет тёплого пальто. Деньги его не интересовали. Он совершенно был нематериальный человек». По словам Чубайса, во время дефолта 98 года Гайдар «забыл» спасти свои сбережения и потерял их. Лично знавшая Гайдара Валерия Новодворская рассказывала, что ему не хватало денег для строительства своей дачи. Зарабатывал Гайдар, по свидетельству Новодворской, в основном чтением лекций.

## Смерть и похороны

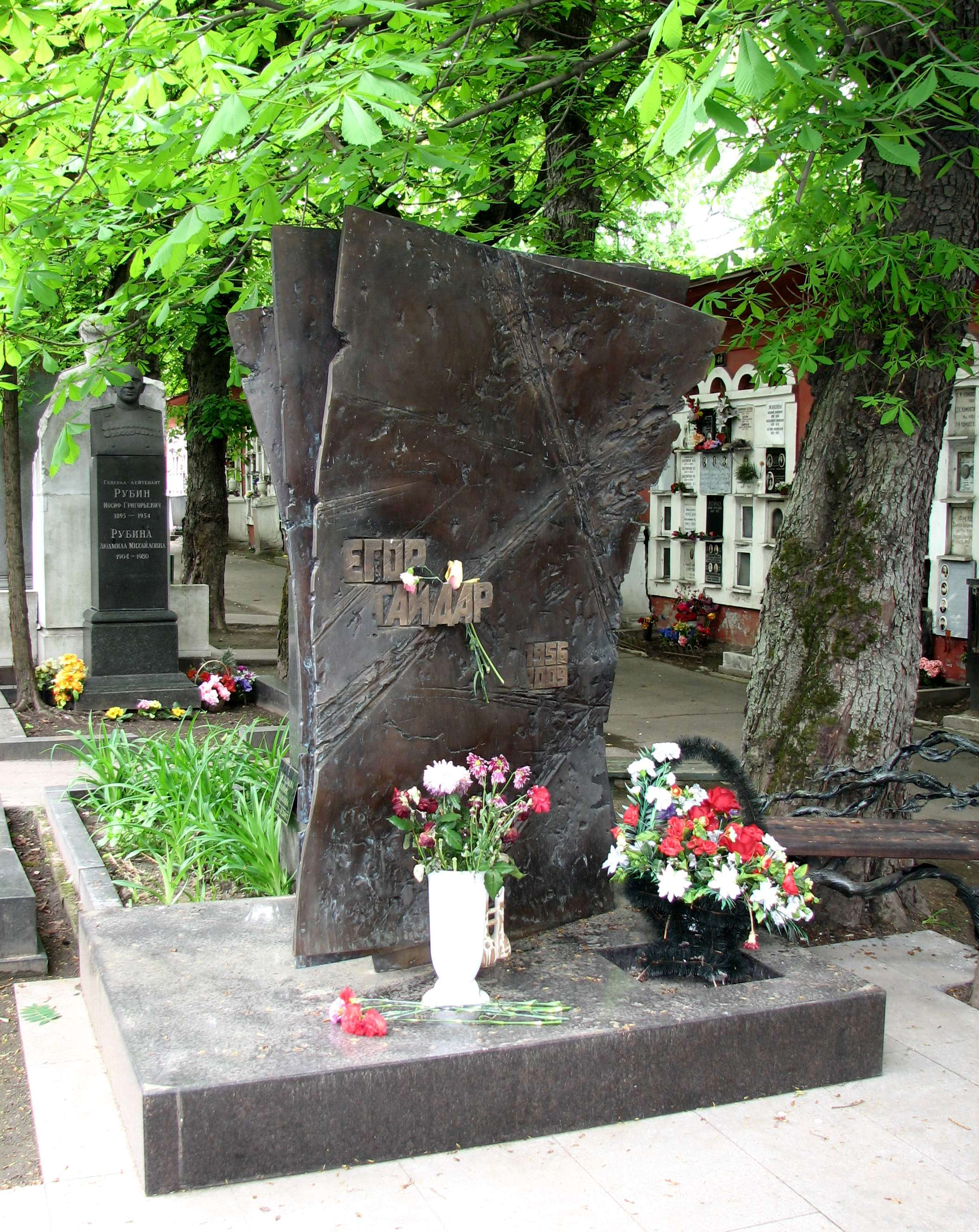
Скульптурная композиция на могиле Егора Гайдара. Москва, Новодевичье кладбище

Егор Гайдар умер 16 декабря 2009 года в возрасте 53 лет.
В свой последний рабочий день 15 декабря до десяти вечера Гайдар встречался с А. Чубайсом и Е. Ясиным, обсуждая с ними развитие нанотехнологий в России. Вечером Гайдар принял участие в программе РИА Новости «Азбука перемен» и допоздна работал над своей новой книгой.
16 декабря 2009 года в 09:05 утра медики констатировали смерть политика в своём доме в селе Успенское Одинцовского района Московской области; по сообщению Марии Гайдар, причиной смерти явился отёк лёгких в результате сердечного приступа.
Церемония прощания с Егором Гайдаром, в которой участвовало около 10 тысяч человек, в том числе Алексей Кудрин, Александр Жуков, Герман Греф, Виктор Черномырдин, Эльвира Набиуллина, Андрей Фурсенко, Аркадий Дворкович, Сергей Игнатьев, Борис Немцов, Михаил Швыдкой, Михаил Касьянов, Сергей Степашин, Анатолий Чубайс, Григорий Явлинский, прошла в Центральной клинической больнице 19 декабря 2009 года. Был похоронен после кремации на Новодевичьем кладбище в Москве, семья не стала раскрывать дату похорон, желая сделать их непубличными.
22 сентября 2010 года в здании Высшей школы экономики (ГУ-ВШЭ) на Покровском бульваре был открыт памятник Егору Гайдару.
16 декабря 2010 года, в годовщину со дня смерти, на могиле открыт памятник работы архитектора В. Бахаева и скульптора А. В. Балашова.

## Оценки деятельности

### Положительные оценки
Сторонники Гайдара, как правило, полагают, что он принял на себя ответственность за экономику в условиях тяжелейшего экономического кризиса и проводил при этом необходимые реформы. Негативные последствия произошедшего они связывают не с самими реформами, а с непоследовательностью курса на их проведение и преждевременную остановку по политическим причинам. Для положительных оценок деятельности Егора Гайдара характерны утверждения, что своими реформами в 1992 году он предотвратил массовый голод и гражданскую войну.
По мнению экономиста Абела Аганбегяна:

С мужеством и геройством в самый трудный момент в истории страны, когда надвигался голод, распад новой России, на горизонте маячил социальный взрыв — он возглавил работу по коренному реформированию нашей социально-экономической системы и в небывало короткий срок пребывания у власти сумел вместе со своими соратниками сделать, казалось бы, невозможное, в этих ужасных условиях перевести страну на рельсы рыночной экономики, предотвратить гиперинфляцию, голод, обеспечить выживание целого народа, сохранить единую Россию, не допустить возврата назад, к неэффективной экономической диктатуре.
Егор Тимурович, безусловно, войдёт в историю как один из великих реформаторов нашей огромной страны. Я убеждён, что Егор Гайдар является самым крупным нашим учёным-экономистом, перед которым преклоняются не только многие научные работники нашей страны. Он имеет высочайший авторитет среди учёных-экономистов в мире…

В 2019 году Аганбегян заявил, что Гайдар при проведении экономических реформ допускал и ошибки:

Гайдар совершил крупнейшую ошибку — не проиндексировал советские вклады, и сбережения миллионов людей обесценились. Мы с ним много раз потом спорили об этом. Он пытался мне доказать, что этих вкладов физически уже не было на счетах. Ими советская власть затыкала дыры в бюджете. Пусть так, но разве были деньги, например, в послевоенной Западной Германии у творца немецкого экономического чуда Людвига Эрхарда? Там после денежной реформы тоже резко повысились цены, однако людям проиндексировали вклады — просто не дали ими сразу воспользоваться. Надо было и в России разрешить в первый год снимать не более 10 % от вкладов, в следующий — не более 20 % и т. д. Из-за потери сбережений в нашей стране приватизация пошла не нормальным, денежным, а кривым, ваучерным, путём. Будь у людей средства, многие могли бы приобрести в собственность магазины или другие объекты среднего и малого бизнеса. Появился бы средний класс. Вместо этого весь бизнес уходил директорам, узкой группе людей.— https://www.kp.ru/daily/27067.3/4134892/
Также некоторые высоко оценивают вклад Гайдара в становление современной экономической науки в России. Бывший советник правительства Гайдара, министр экономического развития России (2013—2016) Алексей Улюкаев:

Егор в каком-то смысле основал наше современное экономическое знание, тогда, ещё в конце 80-х, когда не было современной науки, когда не было понимания законов экономического развития нашего общества и возможных перемен, он создал и само сообщество людей, которые этим занимались, и всех нас этим знанием зажёг.

Высоко оценивал работу Гайдара польский экономист-реформатор Лешек Бальцерович. Он говорил, что «Российская экономика была в хаосе, социализм терпел крах, такой строй мог только гнить дальше. И надо было делать именно то, что считал нужным Егор Гайдар и воплощала в жизнь его команда: устранять ограничения экономической жизни, проводить либерализацию цен, избавляться от других элементов командной экономики». По мнению Бальцеровича, Гайдару было труднее, чем ему, поскольку сопротивление реформам в России было сильнее и времени на них было намного меньше.
Доктор экономических наук Сергей Гуриев отмечал, что Гайдар создал государственные институты современной России: налоговую систему, таможню, банковскую систему, финансовый рынок.
На вопрос в интервью Юрию Дудю «Правильно Гайдара, Чубайса и остальную его команду винить в нищих девяностых?» Сергей Гуриев дал развёрнутый ответ: — Не совсем правильно. Были сделаны ошибки, но правда в том, что денег было очень мало. И, во многом, нищета девяностых — это результат банкротства Советского Союза. Например, люди говорят, что после реформ Гайдара и Чубайса российская экономика начала падать, что стал сокращаться объём производства. Правда заключается в том, что она начала падать за год до того. Ситуация была настолько отчаянной, что никто не хотел быть премьер-министром. Ельцин разговаривал и с другими кандидатами, и все ставили слишком много условий, а Гайдар сказал, что нужно делать реформы, что бы ни было. Из ошибок я бы мог назвать отсутствие объяснения именно этого: что ситуация катастрофическая, денег больше нет, в сберкассе денег нет — это не было объяснено, к сожалению. И когда мы разговариваем сегодня с реформаторами, мы слышим от них: «У нас не было возможности, не было рук, мы всегда были заняты, мы не могли ничего объяснять». Поэтому в следующий раз мы обратимся… Мы должны были бы, или они должны были бы обратиться к такому человеку, как вы, чтобы объяснять, что происходит в стране. Вторая ошибка — это, конечно, то, что не было потрачено гораздо больше усилий на то, чтоб помочь самым бедным, самым пострадавшим от реформ. Люди могут сказать, что на это не было денег, и это правда. Но, очевидно, что это должно было быть самым главным приоритетом. Ещё и не повезло в том смысле, что цены на нефть были очень низкие. Не было никакого желания у Запада оказать помощь. То есть суммы, которые Запад предоставлял России в начале 1990-х, были смехотворными. Речь шла об 1 млрд $, о нескольких миллиардах… Несравнимо с Польшей, например. И мне кажется, одной из ошибок нового российского правительства было принятие обязательств по советскому долгу. Необходимо было сказать: «Вы знаете, мы не в состоянии платить по этому долгу. Всё кончится тем, чем в результате это и кончилось. Потому что это будет нищета и неприятие реформ».
Кроме того, утверждается о наличии вклада Гайдара в развитие экономики России после ухода из правительства. По утверждению Анатолия Чубайса, «какую ни возьми подсистему действующей экономики страны — Налоговый кодекс, Таможенный кодекс, Бюджетный кодекс, техническое регулирование и т. д. — каждая из них либо от начала до конца прописана Гайдаром и его институтом, либо в значительной степени он участвовал в их разработке».
Также среди авторов положительных оценок деятельности Гайдара: В. В. Путин, Д. А. Медведев, Л. Бальцерович, М. М. Касьянов, Е. Г. Ясин, А. А. Венедиктов, Б. Е. Немцов, А. Л. Кудрин, В. В. Познер, С. М. Игнатьев, Б. Н. Стругацкий, Я. Ч. Романчук, С. М. Гуриев, Я. И. Кузьминов, М. О. Чудакова, А. А. Нечаев, В. В. Данилов-Данильян, Г. А. Сатаров, В. И. Новодворская, М. Б. Ходорковский, Дж. Сакс и многие другие.

### Отрицательные оценки
Противники Гайдара, как правило, ставят ему в вину высокую инфляцию, обесценивание вкладов граждан в Сбербанке в 1992 году, падение уровня жизни, спад производства, расслоение общества, несправедливую приватизацию и другие негативные явления, развивавшиеся в России в 1990-х годах. Ими подвергается критике радикальный «шоковый» характер рыночных реформ, их недостаточная подготовленность, непоследовательность проведения финансовой стабилизации.
По мнению академика РАН Никиты Моисеева:

«Эра Гайдара» — так бы я назвал тот ужас безвременья, невероятного пренебрежения к человеку, особенно к русской интеллигенции, которое началось после его прихода на пост первого министра. Только потомственные большевики могли действовать подобно: не понимая сути происходящего в стране, не просчитав последствий, поставить страну на грань выживания. <…> Е. Т. Гайдар стал стремительно продвигать «шоковую терапию». При этом он говорил о том, что цены возрастут в несколько раз. Но академик А. А. Петров (тогда он был ещё членом-корреспондентом Российской академии наук), владевший тогда развитой системой математических моделей российской экономики, предсказывал повышение цен в 4-5 тыс. раз. А поскольку расчёты А. А. Петрова были строго обоснованы, то я стал подозревать, что Е. Т. Гайдар просто ничего не считал. Как я теперь понимаю, он и не мог считать, ибо это делать он не умеет. <…> То, что сейчас происходит в стране, является продолжением системного кризиса… Была необходима длительная и очень постепенная трансформация общества. Потому то я и говорил об уроках НЭПа, о системе синдикатов. Но гайдарообразные экономисты, коррумпированное чиновничество, криминалитет разного рода и клептоманы разных сортов стремились сделать всё как можно быстрее. Наворовать, обогатиться и разрушать, разрушать…

Александр Солженицын в книге «Россия в обвале» 1998 года:

Никогда не поставлю Гайдара рядом с Лениным, слишком не тот рост. Но в одном качестве они очень сходны: в том, как фанатик, влекомый только своей призрачной идеей, не ведающий государственной ответственности, уверенно берётся за скальпель и многократно кромсает тело России. И даже шестилетие спустя по сегодняшнему самоуверенно ухмыльному лицу политика не видно смущения: как, разорением сберегательных вкладов, он сбросил в нищету десятки миллионов своих соотечественников (уничтожив основу того самого «среднего класса», который и клялся создать). И что ж, с 6-летним опозданием, поднимать разговоры о «создании среднего класса»… — с этого, с мелкого предпринимательства, и надо было начинать, а не растить ненасытных монополистов-магнатов.

Владимир Буковский в 2007 году сомневался в компетентности Гайдара:

Каким образом, например, Егор Гайдар, всю жизнь просидевший то в журнале «Коммунист», то в экономическом отделе газеты «Правда» оказался вдруг экономистом-рыночником и демократом? Охотно верю, что он читал какие-то книжки про рынок (тайком от своего партийного начальства), но он никогда не жил в стране с рыночной экономикой и понятия не имел, как это всё работает. Отсюда его безобразные «рыночные реформы», его ваучерная «приватизация», выродившаяся в простое жульничество. В результате за каких-нибудь два года такие вот «демократы» ухитрились дискредитировать то, за что мы 30 лет боролись.

В статье бывших мэров Москвы Юрия Лужкова и Гавриила Попова говорилось: «Реализация гайдаровских принципов организации экономики привела к тому, что мы отброшены на 35 лет назад, провалу в четыре раза потенциала экономического состояния. Породила класс олигархов. Якобы предотвращённая Гайдаром в 1991 году гражданская война на самом деле после его реформ только началась».
Михаил Полторанин прямо обвиняет Гайдара в принятии решений, направленных на развал промышленности страны.
Основатель фонда «Гласность» Сергей Григорьянц посчитал Гайдара и Ельцина виновными в приводе сотрудников КГБ в правительство и в уничтожении партии «Демократическая Россия».
Андрей Илларионов оценивает последствия резолюции Гайдара, позволившей компании Геннадия Тимченко, при содействии комитета по внешним связям (КВС), в лице В. Путина, экспортировать до 150 тысяч тонн нефтепродуктов в обмен на продовольственные товары для Санкт-Петербурга. Резолюция была выдана в нарушение как минимум двух постановлений российского правительства, вице-премьером которого Гайдар же тогда являлся. Продукты в Санкт-Петербург так и не поступили, город потерял на этой афере 92 миллиона долларов.
Также среди авторов критических оценок деятельности Гайдара: А. Н. Илларионов, Г. А. Зюганов, О. В. Дерипаска, О. Т. Богомолов, Ж. Сапир, Г. К. Каспаров, В. В. Жириновский, Е. Ф. Шерстобитов, Р. И. Хасбулатов, Л. И. Пияшева, Б. Ю. Кагарлицкий, М. Н. Полторанин, Б. Е. Немцов, М. Б. Ходорковский, С. Г. Кара-Мурза, В. Ярошенко и другие.

### Оценки в социологических опросах

#### 2000 год
В 2000 году, согласно опросу ФОМ, Гайдар оказался на четвёртом месте по количеству упоминаний при предложении назвать деятелей, сыгравших заметную отрицательную роль в судьбе страны. В этом ключе Гайдара назвали 10 % опрошенных. Чаще него респонденты называли Ельцина, Горбачёва и Чубайса. Реформы Гайдара ассоциировались с инфляцией, обесценением вкладов, разрушением экономики.

#### 2009 год
Согласно опросу ВЦИОМ в декабре 2009 года, 10 % опрошенных считают, что команда Гайдара спасла страну от голода и разрухи, 24 % полагают, что правительство Гайдара двигалось в правильном направлении, но не смогло добиться своих целей, 24 % считают, что направление реформ было ошибочным, а 16 % — считают, что команда Гайдара сознательно разрушала экономику страны. Также 16 % согласились с тем мнением, что у страны не было другого выхода, как встать на путь гайдаровских реформ, 39 % посчитали, что реформы были необходимы, но проводить их надо было постепенно, без «шоковой терапии», и 18 % считают, что реформы были не нужны вообще.
29 % опрошенных ВЦИОМ были безразличны к фигуре Гайдара, 21 % относился к нему с уважением, разочарование и недоверие испытывали по 8 % опрошенных. Выбирая из двух вариантов ответа, 31 % респондентов согласился с тем, что благодаря Гайдару состоялся быстрый переход от плановой экономики к рыночной, а 29 % — с тем, что Гайдар безответственный руководитель, по вине которого произошло обнищание населения и олигархическая приватизация.

#### 2010 год
Согласно проведённому в марте 2010 года Левада-центром социологическому опросу об отношении к реформам, начатым в 1992 году правительством Гайдара:
- 24 % опрошенных считают, что реформы оказали разрушительное действие на российскую экономику;
- 23 % придерживаются мнения, что в них не было необходимости;
- 22 % считают, что они были болезненны, но необходимы;
- 8 % придерживаются мнения, что реформы оказали безусловно положительное влияние;
- 23 % затруднились с ответом.

Погрешность опроса не превышает 3,4 %.
Комментируя опрос, социологи поясняют, что отрицательно к реформам относятся в основном люди старшего поколения и люди с наиболее низким уровнем дохода, безусловно положительное влияние реформ чаще признают молодые россияне и люди с высоким потребительским статусом, с тем, что эти реформы были хоть и болезненны, но необходимы, согласны в основном респонденты с высшим образованием, высоким потребительским статусом, а также москвичи.

#### 2019 год
Согласно исследованию ВЦИОМ 2019 года, значительно выросла доля тех россиян, кто считает, что реформы, начатые в 1992 году правительством Гайдара, оказали разрушительное действие на экономику России (рост с 23 % в 2010 г. до 44 % в 2019 г.), при этом о работе Егора Гайдара и его команды россияне думают скорее негативно: 44 % опрошенных считают, что команда Егора Гайдара сознательно разрушали экономику нашей страны и добились в этом больших успехов.

### Международная Леонтьевская медаль
В 2006 году Гайдар «за выдающиеся заслуги в проведении сравнительного анализа экономической эволюции» награждён Международной Леонтьевской медалью. Медаль ежегодно присуждается Общественным Комитетом по награждению при Леонтьевском Центре.

### Увековечение памяти
14 мая Президент Российской Федерации Д. А. Медведев подписал Указ «Об увековечении памяти Е. Т. Гайдара». Указом постановляется, в частности, учредить 10 персональных стипендий для студентов экономических факультетов университетов, имеющих государственную аккредитацию и рекомендуется правительству Москвы присвоить имя Гайдара одному из общеобразовательных учреждений Москвы.
В 2010 году Институт экономики переходного периода получил имя Е. Т. Гайдара — Институт экономической политики имени Е. Т. Гайдара (Институт Гайдара).
В 2010 году учреждён экономический Гайдаровский форум — который ежегодно проходит в РАНХиГС в Москве.
В 2011 году в соответствии с указом президента РФ имя Е. Т. Гайдара решением правительства Москвы присвоено государственной средней общеобразовательной школе с углублённым изучением экономики № 1301.

### Фонд Егора Гайдара и Архив Егора Гайдара
В мае 2010 года по инициативе Анатолия Чубайса был учреждён Фонд Гайдара. Главными задачами Фонда являются изучение и популяризация наследия Егора Гайдара, реализация просветительских и образовательных программ, присвоение премий и грантов за достижение в области экономической теории и практики.
В 2011 году также был запущен проект Архив Егора Гайдара — электронная база документов, связанных с деятельностью Гайдара. Одна часть документов представляют собой сканы документов, хранящихся в государственных архивах, другая — часть собственного собрания документов Архива Егора Гайдара.

### Посмертные дискуссии
Журнал «Континент» писал, что смерть Гайдара подтолкнула его друзей начать «шумную и не очень приличную» кампанию по его мифологизации. По словам Андрея Илларионова, её первый этап был начат Чубайсом уже через несколько часов после смерти Гайдара. Ряд комментаторов высказывал аналогичное мнение о начале кампании по «реабилитации 90-х».
В то же время ряд авторов после смерти Гайдара опубликовали о нём отрицательные отзывы и «разоблачительные» материалы.
Новая полемика о роли Гайдара развернулась в декабре 2019 года в связи с 30-летием годовщины смерти Андрея Сахарова. Тогда экономист Дмитрий Травин сравнил Сахарова с Гайдаром, что побудило экономиста Андрея Илларионова резко возразить ему. По мнению Илларионова, исследовавшего деятельность Гайдара, между этими личностями нет ничего общего. С Илларионовым взялись спорить журналисты Николай Сванидзе, Сергей Пархоменко, политики — соратники Гайдара Анатолий Чубайс, Альфред Кох, и ряд других фигур. Поддержал Илларионова журналист Артемий Троицкий.
Через несколько недель с начала вторжения России на Украину и за пару дней до своего отъезда из России, Анатолий Чубайс на своей странице в Фейсбуке опубликовал пост, который был посвящён дню рождения покойного Егора Гайдара. В посту сообщалось: «В наших спорах о будущем России я не всегда с ним соглашался. Но, похоже, Гайдар понимал стратегические риски лучше, чем я, а я был неправ». Вероятно имелось ввиду о угрозе постимперского синдрома России, о котором Гайдар писал в своей книге.

## Гайдар в культуре
В 2012 году филолог Мариэтта Чудакова выпустила биографию Егора Гайдара для «смышлёных людей от десяти до шестнадцати лет. А также для тех взрослых, которые захотят понять, наконец, то, что им не удалось понять до 16».
В 2021 году вышла биография Егора Гайдара в серии «Жизнь замечательных людей».

### Гайдар в художественной литературе
- Егор Гайдар вместе с Борисом Березовским является героем рассказа Бориса Акунина «Дары Лимузины».
- Егор Гайдар является героем рассказа Михаила Веллера «День рождения Гайдара» из сборника «Легенды Арбата» (2009 г.).
- Егор Гайдар является главным героем пьесы Станислава Белковского «Покаяние» (2010 г.)[310].

### Документальные фильмы
- «Егор Гайдар. Долгое время», реж. Павел Шеремет, Дмитрий Салун, 52 мин., 2010 г.
- «13 месяцев Егора Гайдара», реж. Николай Сванидзе, Марина Сванидзе, 44 мин., 2010 г.
- «Егор Гайдар. Окаянные дни»[311], реж. Павел Шеремет, 51 мин., 2011 г.
- «Россия 1985—1999: TraumaZone», реж. Адам Кёртис (2022 г., ВВС).
- «Предатели», реж. Мария Певчих (2024 г., Фонд борьбы с коррупцией)[312].

### Памятники
- 15 ноября 2013 года открыт памятник Егору Гайдару в Москве. Монумент установлен у входа в Библиотеку иностранной литературы на Николоямской улице, дом 1. Автор памятника — скульптор Георгий Франгулян[313].

## Награды
- Благодарность Президента Российской Федерации (7 февраля 2002 года) — за плодотворную законотворческую деятельность и активное участие в разработке проекта федерального бюджета на 2002 год[314]
- Золотая школьная медаль (1973)
- Международная Леонтьевская медаль (2006)

### Основные сочинения
1. Гайдар Е. Т., Кошкин В. И. Хозрасчёт и развитие хозяйственной самостоятельности предприятий. — М., Экономика, 1984
2. Гайдар Е. Т., Шаталин С. С. Экономическая реформа: причины, направления, проблемы. — М., Экономика, 1989
3. Гайдар Е. Т. Экономические реформы и иерархические структуры. Отв. ред. Шаталин С. С., АН СССР. Ин-т экономики и прогнозирования науч.-тех. прогресса. — М.: Наука. 1990. — 224 с. — ISBN 5-02-011887-7.
4. Гайдар Е. Т. Беседы с избирателями. - М.: Демократический выбор России - Евразия, (1995). - 64 с., 50 000 экз. ISBN 5-88268-006-9
5. Гайдар Е. Т. Государство и эволюция. — М.: Евразия, 1995. — 208 с., 25 000 экз. + 10 000 экз.
6. Гайдар Е. Т. Записки из зала. — М.: Евразия, 1995. — 80 с., 10 000 экз. + 50 000 экз.
7. Гайдар Е. Т. Государство и эволюция. — СПб.: Норма, 1997. — ISBN 5-87857-017-3.
8. Гайдар Е. Т. Дни поражений и побед. — М.: Альпина Паблишер, 2014. — ISBN 978-5-9614-4436-0.
9. Гайдар Е. Т. Дни поражений и побед Архивная копия от 15 декабря 2011 на Wayback Machine. — М.: Вагриус, 1996. — 368 с., 10 000 экз.
10. Гайдар Е. Т. Дни поражений и побед Архивная копия от 15 декабря 2011 на Wayback Machine. — М.: Вагриус, 1997. — 368 с., 15 000 экз.— ISBN 5-7027-0497-5.
11. Гайдар Е. Т. Аномалии экономического роста. — М.: Евразия, 1997. — 216 с. — ISBN 5-88268-018-2
12. Гайдар Е. Т. Долгое время. Россия в мире: очерки экономической истории. — М.: Дело, 2005. — 656 с. — ISBN 5-7749-0389-3.
13. Гайдар Е. Т. Гибель империи. Уроки для современной России. — М.: «Российская политическая энциклопедия», 2006 (2-е изд., 2007). — 448 с. — ISBN 5-8243-0759-8.
14. Гайдар Е. Т., Чубайс А. Б. Экономические записки. — М.: «Российская политическая энциклопедия», 2008. — 192 с., 1000 экз. — ISBN 978-5-8243-1066-5.
15. Гайдар Е. Т. Власть и собственность: Смуты и институты. Государство и эволюция. — СПб.: Норма, 2009. — 336 с. — ISBN 978-5-87857-155-5.
16. Гайдар Е. Т., Чубайс А. Б. Развилки новейшей истории России. — СПб.: Норма, 2011. — 168 с. — ISBN 978-5-87857-187-6.

### Сборники, вышедшие под редакцией Гайдара
1. Экономика переходного периода. Очерки экономической политики посткоммунистической России. 1991—1997 / под ред. Е. Т. Гайдара. — М.: ИЭПП, 1998. — 1096 с.
2. Экономика переходного периода. Очерки экономической политики посткоммунистической России. 1998—2002 / под ред. Е. Т. Гайдара. — М.: Дело, 2003. — 832 с. — ISBN 5-7749-0340-0.
3. Экономика переходного периода. Очерки экономической политики посткоммунистической России. Экономический рост 2000—2007 / под ред. Е. Т. Гайдара. — М.: Дело, 2008. — 1328 с. — ISBN 978-5-7749-0544-7.
4. Финансовый кризис в России и в мире / под ред. Е. Т. Гайдара. — М.: Проспект, 2009. — 256 с. — ISBN 978-5-392-00790-5.
5. Мировой финансовый кризис: Исторические параллели и пути выхода / под ред. Е. Т. Гайдара, В. Мау — М.: Альпина Паблишер, 2009—406 с. — ISBN 978-5-9614-1165-2.
6. Кризисная экономика современной России. Тенденции и перспективы / науч. ред. Е. Т. Гайдар — М.: Проспект, 2010. — 656 с. — ISBN 978-5-392-00966-4.
7. Современная экономика России. Справочные и аналитические материалы / под ред. Е. Т. Гайдара. — М.: Проспект, 2010. — 160 с. — ISBN 978-5-392-00986-2.